# Систематика мишевих
Родина Мишеві (Muridae Illiger, 1811) — найбільша за видовим складом родина гризунів і ссавців узагалі. Центральна родина у надродині мишуватих (Muroidea). При широкому трактуванні обсягу родини до її складу (у ранзі окремих підродин) можуть включати також сліпакових, хом'якових, норицевих, піщанкових та деяких інших мишовидих гризунів.
У списку подано повидовий склад родини, розділений на основні та проміжні таксономічні групи: підродини, роди та підроди. Список містить всі відомі види мишачих, включаючи вимерлі. Він складений за алфавітом за латинськими назвами видів тварин, так як більшість видів немає української аналогічної назви. Всі таксономічні групи також подано за алфавітом за латинськими назвами. Ті таксони, які мають українську аналогову назву, подані з такою назвою в дужках. Список містить рік та автора першого опису тварини, поширення, вказано ендемічну належність, статус за МСОП, а також зображення тварин. Зображення деяких видів подано разом із видами, які мешкають в тому ж ареалі, тому для кращого розподілу краще перейти на зображення і уточнити шуканий вид (хоча при наведенні курсору на зображення з'явиться примітка). Всі види подано за найбільш поширеною систематикою, яку використовує більшість вчених, викладену в праці «Види ссавців світу» (третє видання).
Всього родина включає 4 підродини, 147 родів та 850 видів. Члени родини поширені на всіх континентах, крім Антарктиди й вони відсутні також на багатьох океанічних островах. Хоча мишеві не є частиною природної фауни Америк, завдяки людині, три види (Rattus norvegicus, Rattus rattus, Mus musculus) є космополітами.

## Повидовий список тварин
| Підродина Deomyinae          |                                                    | | |                              |                              |               |   |
| Рід Acomys                   |                                                    | | |                              |                              |               |   |
| Підрід Acomys                |                                                    | | |                              |                              |               |   |
| 1                            | Acomys airensis                                    | Thomas and Hinton, 1921 | південна Мавританія, Малі, Нігер, Чад | низький ризик                | -                            |               |   |
| 2                            | Acomys cahirinus                                   | É. Geoffroy, 1803 | Лівія, Єгипет, північний Судан, Ефіопія, Джибуті | низький ризик                |                              |               |   |
| 3                            | Acomys chudeaui                                    | Kollman, 1911 | центральне Марокко, західна Мавританія | низький ризик                | -                            |               |   |
| 4                            | Acomys cilicicus                                   | Spitzenberger, 1978 | Туреччина (ендемік): околиці міста Сіліфке | критично під загрозою        |                              |               |   |
| 5                            | Acomys cineraceus                                  | Heuglin, 1877 | південний Судан, Південний Судан, північна Уганда, центральна та південна Ефіопія, Джибуті | низький ризик                | -                            |               |   |
| 6                            | Acomys dimidiatus                                  | Cretzschmar, 1826 | Єгипет (Синайський півострів), Йорданія, Ізраїль, Ліван, Сирія, Саудівська Аравія, Ємен, Оман, ОАЕ, південний Ірак, південний Іран, південний Пакистан | низький ризик                |                              |               |   |
| 7                            | Acomys ignitus                                     | Dollman, 1910 | Танзанія (гори Усамбара), Кенія, південне Сомалі | низький ризик                | -                            |               |   |
| 8                            | Acomys johannis                                    | Thomas, 1912 | Буркіна-Фасо, південний Нігер, Нігерія, північний Бенін, північний Камерун | низький ризик                | -                            |               |   |
| 9                            | Acomys kempi                                       | Dollman, 1911 | південна Ефіопія, південне Сомалі, північно-східна Танзанія | низький ризик                | -                            |               |   |
| 10                           | Acomys minous                                      | Bate, 1905 | Греція (ендемік): острів Крит | уразливий                    | -                            |               |   |
| 11                           | Acomys mullah                                      | Thomas, 1904 | Ефіопія, Сомалі | низький ризик                | -                            |               |   |
| 12                           | Acomys muzei                                       | W. N. Verheyen, J. L. J. Hulselmans, Wendelen, Leirs, Corti, Backeljau, & E. Verheyen, 2011                                                                      | ДР Конго, Танзанія | низький ризик                | -                            |               |   |
| 13                           | Acomys nesiotes                                    | Bate, 1903 | Кіпр (ендемік) | -                            | -                            |               |   |
| 14                           | Acomys ngurui                                      | W. N. Verheyen, J. L. J. Hulselmans, Wendelen, Leirs, Corti, Backeljau, & E. Verheyen, 2011                                                                      | Танзанія | низький ризик                | -                            |               |   |
| 15                           | Acomys percivali                                   | Dollman, 1911 | Південний Судан (східний берег річки Ніл), східна Уганда, південно-західна Ефіопія, Кенія | низький ризик                | -                            |               |   |
| 16                           | Acomys russatus                                    | Wagner, 1840 | Єгипет (східний берег річки Ніл, Синайський півострів), Йорданія, Ізраїль, Саудівська Аравія, північний Ємен, Оман | низький ризик                |                              |               |   |
| 17                           | Acomys selousi                                     | de Winton, 1897 | Ботсвана, Зімбабве, ПАР, Мозамбік | низький ризик                |                              |               |   |
| 18                           | Acomys seurati                                     | Heim de Balsac, 1936 | Алжир (ендемік): нагір'я Ахаггар, Тассілін-Адджер, Муйдир | -                            | -                            |               |   |
| 19                           | Acomys spinosissimus                               | Peters, 1852 | Танзанія (заповідник Амані, північ регіону Морогоро), південний схід ДР Конго, Замбія, Малаві (плато Ньїка), Зімбабве, східна Ботсвана, центральний Мозамбік, північ та північний захід ПАР | низький ризик                | -                            |               |   |
| 20                           | Acomys wilsoni                                     | Thomas, 1892 | Південний Судан, південна Ефіопія, південне Сомалі, Уганда, Кенія, Танзанія (район Кондоа) | низький ризик                | -                            |               |   |
| Підрід Peracomys             |                                                    | | |                              |                              |               |   |
| 1                            | Acomys louisae                                     | Thomas, 1896 | Сомалі, Джибуті | низький ризик                | -                            |               |   |
| Підрід Subacomys             |                                                    | | |                              |                              |               |   |
| 1                            | Acomys subspinosus                                 | Waterhouse, 1837 | ПАР (ендемік): Західна Капська провінція | потребує мінімальної турботи | -                            |               |   |
| Рід Deomys                   |                                                    | | |                              |                              |               |   |
| 1                            | Deomys ferrugineus                                 | Thomas, 1888 | Уганда, Руанда, ДР Конго, південний захід ЦАР, південний Камерун, Габон, Республіка Конго, Екваторіальна Гвінея (включаючи Біоко) | низький ризик                | -                            |               |   |
| Рід Lophuromys               |                                                    | | |                              |                              |               |   |
| Підрід Kivumys               |                                                    | | |                              |                              |               |   |
| 1                            | Lophuromys luteogaster                             | Hatt, 1934 | північний схід та схід ДР Конго | низький ризик                | -                            |               |   |
| 2                            | Lophuromys medicaudatus                            | Dieterlen, 1975 | ДР Конго (провінція Ківу), Руанда (ендемік) | низький ризик                | -                            |               |   |
| 3                            | Lophuromys woosnami                                | Thomas, 1906 | схід ДР Конго, Руанда, західна Уганда, Бурунді | низький ризик                | -                            |               |   |
| Підрід Lophuromys            |                                                    | | |                              |                              |               |   |
| 1                            | Lophuromys aquilus                                 | True, 1892 | північно-східна Ангола, ДР Конго, Руанда, Бурунді, Уганда, Кенія, Танзанія, Малаві, північна Замбія, північно-східний Мозамбік | -                            | -                            |               |   |
| 2                            | Lophuromys angolensis                              | W. Verheyen, Dierckx, and Hulselmans, 2000 | південний захід ДР Конго, західна Ангола | -                            | -                            |               |   |
| 3                            | Lophuromys ansorgei                                | De Winton, 1896 | захід ДР Конго, південний Камерун, Уганда, західна Кенія, північна Танзанія | -                            | -                            |               |   |
| 4                            | Lophuromys brevicaudus                             | Osgood, 1936 | Ефіопія (ендемік): південний центр Ефіопського нагір'я | -                            | -                            |               |   |
| 5                            | Lophuromys brunneus                                | Thomas, 1906 | Ефіопія (ендемік): південний центр Ефіопського нагір'я | -                            | -                            |               |   |
| 5                            | Lophuromys chercherensis                           | Lavrenchenko, W. N. Verheyen, E. Verheyen, J. Hulselmans, & Leirs, 2007                                                                                          | Ефіопія | EN                           | -                            |               |   |
| 6                            | Lophuromys chrysopus                               | Osgood, 1936 | Ефіопія (ендемік): схід та захід Ефіопського нагір'я | -                            | -                            |               |   |
| 6                            | Lophuromys cinereus                                | Dieterlen & Gelmroth, 1974 | ДР Конго | -                            | -                            |               |   |
| 7                            | Lophuromys dieterleni                              | W. Verheyen, Hulselmans, Colyn, and Hutterer, 1997 | Камерун (ендемік): гора Оку | -                            | -                            |               |   |
| 8                            | Lophuromys dudui                                   | W. Verheyen, Hulselmans, Dierckx, and E. Verheyen, 2002 | ДР Конго (ендемік): Східна провінція (правий берег річки Конго) | -                            | -                            |               |   |
| 9                            | Lophuromys eisentrauti                             | Dieterlen, 1978 | Камерун (ендемік): гора Лефо | -                            | -                            |               |   |
| 10                           | Lophuromys flavopunctatus                          | Thomas, 1888 | Ефіопія (ендемік): Ефіопське нагір'я | низький ризик                | -                            |               |   |
| 11                           | Lophuromys huttereri                               | W. Verheyen, Colyn, and Hulselmans, 1996 | ДР Конго (ендемік): лівий берег річки Конго на півночі країни | -                            | -                            |               |   |
| 10                           | Lophuromys kilonzoi                                | W. N. Verheyen, J. L. J. Hulselmans, Dierckx, Mulungu, Leirs, Corti, & E. Verheyen, 2007                                                                         | Танзанія | низький ризик                | -                            |               |   |
| 10                           | Lophuromys laticeps                                | O. Thomas & Wroughton, 1907 | Демократична Республіка Конго, Уганда, Руанда, Бурунді | -                            | -                            |               |   |
| 10                           | Lophuromys machangui                               | W. N. Verheyen, J. L. J. Hulselmans, Dierckx, Mulungu, Leirs, Corti, & E. Verheyen, 2007                                                                         | Танзанія, Малаві, Мозамбік | DD                           | -                            |               |   |
| 10                           | Lophuromys makundii                                | W. N. Verheyen, J. L. J. Hulselmans, Dierckx, Mulungu, Leirs, Corti, & E. Verheyen, 2007                                                                         | Танзанія | DD                           |                              |               |   |
| 10                           | Lophuromys margarettae                             | E. Heller, 1912 | Уганда, Кенія |                              | -                            |               |   |
| 12                           | Lophuromys melanonyx                               | F. Petter, 1972 | Ефіопія (ендемік): південь та центр Ефіопського нагір'я | низький ризик                | -                            |               |   |
| 10                           | Lophuromys menageshae                              | Lavrenchenko, W. N. Verheyen, E. Verheyen, J. Hulselmans, & Leirs, 2007                                                                                          | Ефіопія | DD                           | -                            |               |   |
| 13                           | Lophuromys nudicaudus                              | Heller, 1911 | південний Камерун, Екваторіальна Гвінея (включаючи Біоко), Габон, Республіка Конго, південний захід ЦАР, ДР Конго (Східна провінція) | низький ризик                | -                            |               |   |
| 13                           | Lophuromys pseudosikapusi                          | Lavrenchenko, W. N. Verheyen, E. Verheyen, J. Hulselmans, & Leirs, 2007                                                                                          | Ефіопія | EN                           | -                            |               |   |
| 14                           | Lophuromys rahmi                                   | Verheyen, 1964 | ДР Конго (провінція Ківу), Руанда | низький ризик                | -                            |               |   |
| 14                           | Lophuromys rita                                    | Dollman, 1910 | Демократична Республіка Конго, Замбія | -                            | -                            |               |   |
| 15                           | Lophuromys roseveari                               | W. Verheyen, Hulselmans, Colyn, and Hutterer, 1997 | Камерун (ендемік): гора Камерун | низький ризик                | -                            |               |   |
| 15                           | Lophuromys sabunii                                 | W. N. Verheyen, J. L. J. Hulselmans, Dierckx, Mulungu, Leirs, Corti, & E. Verheyen, 2007                                                                         | Танзанія | DD                           | -                            |               |   |
| 16                           | Lophuromys sikapusi                                | Temminck, 1853 | Сьєрра-Леоне, Ліберія, Гвінея, Кот-д'Івуар, Гана, південна Нігерія, Камерун, Республіка Конго, Габон, ЦАР | низький ризик                |                              |               |   |
| 15                           | Lophuromys simensis                                | Osgood, 1936 | Ефіопія |                              | -                            |               |   |
| 15                           | Lophuromys stanleyi                                | Verheyen et al., 2007 | ДР Конго, Уганда | DD                           |                              |               |   |
| 17                           | Lophuromys verhageni                               | W. Verheyen, Hulselmans, Dierckx, and E. Verheyen, 2002 | Танзанія (ендемік): гора Меру | -                            | -                            |               |   |
| 18                           | Lophuromys zena                                    | Dollman, 1909 | Кенія (ендемік): гора Кенія | -                            | -                            |               |   |
| Рід Uranomys                 |                                                    | | |                              |                              |               |   |
| 1                            | Uranomys ruddi                                     | Dollman, 1909 | Сенегал, Гамбія, Гвінея, Гвінея-Бісау, Кот-д'Івуар, Сьєрра-Леоне, Ліберія, Гана, Того, Бенін, північна Нігерія, північний Камерун, північний схід ДР Конго, південно-західна Ефіопія, Уганда, Кенія, Танзанія, центральний Мозамбік, Малаві, південно-східне Зімбабве | низький ризик                | -                            |               |   |
| Підродина Gerbillinae        |                                                    | | |                              |                              |               |   |
| Рід Ammodillus               |                                                    | | |                              |                              |               |   |
| 1                            | Ammodillus imbellis                                | de Winton, 1898 | східна Ефіопія, Сомалі | уразливий                    | -                            |               |   |
| Рід Brachiones               |                                                    | | |                              |                              |               |   |
| 1                            | Brachiones przewalskii                             | Büchner, 1889 | Китай (північний Сіньцзян, північний Ганьсу, захід Внутрішньої Монголії) | низький ризик                | -                            |               |   |
| Рід Desmodilliscus           |                                                    | | |                              |                              |               |   |
| 1                            | Desmodilliscus braueri                             | Wettstein, 1916 | Судан, північний Камерун, південний Нігер, північна Нігерія, центральне Малі, північ Буркіна-Фасо, Сенегал, західна Мавританія | низький ризик                | -                            |               |   |
| Рід Desmodillus              |                                                    | | |                              |                              |               |   |
| 1                            | Desmodillus auricularis                            | Smith, 1834 | ПАР (Західна Капська провінція, Північна Капська провінція, південний захід Вільної держави, Гаутенг), південна Ботсвана, Намібія, південно-західна Ангола | низький ризик                |                              |               |   |
| Рід Dipodillus               |                                                    | | |                              |                              |               |   |
| Підрід Dipodillus            |                                                    | | |                              |                              |               |   |
| 1                            | Dipodillus maghrebi                                | Schlitter and Setzer, 1972 | Марокко (ендемік): провінція Фес | уразливий                    | -                            |               |   |
| 2                            | Dipodillus simoni                                  | Lataste, 1881 | північно-західне узбережжя Єгипту, північно-східне та північно-західне узбережжя Лівія, Туніс, Алжир (Атлаські гори), східне Марокко | низький ризик                | -                            |               |   |
| 3                            | Dipodillus zakariai                                | Cockrum, Vaughn, and Vaughn`, 1976 | Туніс (ендемік): острови Керкенна | -                            | -                            |               |   |
| Підрід Petteromys            |                                                    | | |                              |                              |               |   |
| 1                            | Dipodillus bottai                                  | Lataste, 1882 | Судан, Південний Судан, Кенія | низький ризик                | -                            |               |   |
| 2                            | Dipodillus campestris                              | Loche, 1867 | Марокко, Алжир, Туніс, Лівія, Єгипет, Судан | низький ризик                | -                            |               |   |
| 3                            | Dipodillus dasyurus                                | Wagner, 1842 | Аравійський півострів, Ірак, Сирія, Йорданія, Ліван, Ізраїль, східний Єгипет (включаючи Синайський півострів), Туреччина | низький ризик                | -                            |               |   |
| 4                            | Dipodillus jamesi                                  | Harrison, 1967 | Туніс | низький ризик                | -                            |               |   |
| 5                            | Dipodillus mackilligini                            | Thomas, 1904 | південний і східний Єгипет, Судан | низький ризик                | -                            |               |   |
| 6                            | Dipodillus rupicola                                | Granjon, Aniskin, Volobouev, and Sicard, 2002 | Малі (ендемік): регіон Мопті | -                            | -                            |               |   |
| Рід Gerbilliscus             |                                                    | | |                              |                              |               |   |
| Підрід Gerbilliscus          |                                                    | | |                              |                              |               |   |
| 1                            | Gerbilliscus boehmi                                | Noack, 1887 | східна Ангола, південь ДР Конго, північна Замбія, Малаві, Танзанія, Кенія, Уганда | низький ризик                | -                            |               |   |
| Підрід Taterona              |                                                    | | |                              |                              |               |   |
| 1                            | Gerbilliscus afra                                  | Gray, 1830 | ПАР (ендемік): Західна Капська провінція | потребує мінімальної турботи | -                            |               |   |
| 2                            | Gerbilliscus brantsii                              | Smith, 1836 | ПАР, західне Зімбабве, Ботсвана, центральна та східна Намібія, південна Ангола, південно-західна Замбія | низький ризик                | -                            |               |   |
| 3                            | Gerbilliscus gambianus                             | (O. Thomas, 1910) | Сенегал, Гамбія, Малі, Нігер, Чад |                              | -                            |               |   |
| 4                            | Gerbilliscus guineae                               | Thomas, 1910 | Гамбія, Сенегал, Гвінея, Сьєрра-Леоне, південне Малі, Буркіна-Фасо, Гана | низький ризик                | -                            |               |   |
| 5                            | Gerbilliscus giffardi                              | (Wroughton, 1906) | Гвінея, Кот-д'Івуар, Гана, Нігер, Бенін |                              | -                            |               |   |
| 6                            | Gerbilliscus inclusus                              | Thomas and Wroughton, 1908 | східне Зімбабве, центральний Мозамбік (лівий берег річки Замбезі), північно-східна Танзанія | низький ризик                | -                            |               |   |
| 7                            | Gerbilliscus kempi                                 | Wroughton, 1906 | Сенегал, Гвінея (гора Німба), Буркіна-Фасо, південне Малі, Нігерія, південний Нігер, північний Камерун, південний Чад, ЦАР, Південний Судан, південна Ефіопія, Уганда, північний схід ДР Конго, південно-західна Кенія | низький ризик                | -                            |               |   |
| 8                            | Gerbilliscus leucogaster                           | Peters, 1852 | північ та захід ПАР, Мозамбік (включаючи острови Базаруто), Зімбабве, Ботсвана, Намібія, Малаві, Замбія, Ангола, південно-західна Танзанія, південь ДР Конго | низький ризик                | -                            |               |   |
| 9                            | Gerbilliscus nigricaudus                           | Peters, 1879 | Ефіопія, Кенія, Сомалі, Танзанія | низький ризик                | -                            |               |   |
| 10                           | Gerbilliscus phillipsi                             | de Winton, 1898 | Сомалі, Ефіопія, Кенія, Сенегал, Малі | низький ризик                | -                            |               |   |
| 11                           | Gerbilliscus robustus                              | Cretzschmar, 1826 | Буркіна-Фасо, Чад, Південний Судан, Судан, Ефіопія, Сомалі, Уганда, Кенія, Танзанія | низький ризик                | -                            |               |   |
| 12                           | Gerbilliscus validus                               | Bocage, 1890 | Ангола, південь ДР Конго, Замбія, південно-західна Танзанія, південна Кенія | низький ризик                | -                            |               |   |
| 13                           | Gerbilliscus vicinus                               | (W. Peters, 1878) | Кенія, Танзанія |                              | -                            |               |   |
| Рід Gerbillurus              |                                                    | | |                              |                              |               |   |
| Підрід Gerbillurus           |                                                    | | |                              |                              |               |   |
| 1                            | Gerbillurus setzeri                                | Schlitter, 1973 | Намібія (національний парк Наміб-Науклуфт), південно-західна Ангола | низький ризик                | -                            |               |   |
| 2                            | Gerbillurus vallinus                               | Thomas, 1918 | ПАР (Північна Капська провінція), Намібія (регіон Карас) | низький ризик                | -                            |               |   |
| Підрід Paratatera            |                                                    | | |                              |                              |               |   |
| 1                            | Gerbillurus tytonis                                | Bauer and Niethammer, 1959 | Намібія (ендемік): плато Соссусфлей, околиці міст Сендвіч-Харбор, Мобабеб та Фарм-Канаан | низький ризик                | -                            |               |   |
| Підрід Progerbillurus        |                                                    | | |                              |                              |               |   |
| 1                            | Gerbillurus paeba                                  | A. Smith, 1836 | ПАР (західна половина, провінція Лімпопо), західний Мозамбік, західне Зімбабве, Ботсвана, Намібія, південно-західна Ангола | низький ризик                |                              |               |   |
| Рід Gerbillus                |                                                    | | |                              |                              |               |   |
| 1                            | Gerbillus burtoni                                  | F. Cuvier, 1838 | Судан (ендемік): регіон Дарфур | критично під загрозою        |                              |               |   |
| 2                            | Gerbillus mauritaniae                              | Heim de Balsac, 1943 | Мавританія (ендемік): регіон Тагант | критично під загрозою        | -                            |               |   |
| 3                            | Gerbillus harwoodi                                 | (Thomas, 1901) | Кенія, Танзанія | низький ризик                | -                            |               |   |
| 4                            | Gerbillus lowei                                    | (Thomas and Hinton, 1923) | Судан (ендемік): гори Марра | критично під загрозою        | -                            |               |   |
| 5                            | Gerbillus somalicus                                | (Thomas, 1910) | Сомалі, Джибуті | низький ризик                | -                            |               |   |
| 6                            | Gerbillus stigmonyx                                | (Heuglin, 1877) | Судан | низький ризик                | -                            |               |   |
| Підрід Gerbillus             |                                                    | | |                              |                              |               |   |
| 1                            | Gerbillus acticola                                 | Thomas, 1918 | Сомалі | низький ризик                | -                            |               |   |
| 2                            | Gerbillus agag                                     | Thomas, 1903 | Малі, північна Нігерія, Нігер, Чад, Судан, Південний Судан, Кенія | низький ризик                | -                            |               |   |
| 3                            | Gerbillus andersoni                                | de Winton, 1902 | південно-західна Йорданія, Ізраїль, Єгипет (Синайський півострів, південь дельти річки Ніл), Лівія, Туніс | низький ризик                | -                            |               |   |
| 4                            | Gerbillus aquilus                                  | Schlitter and Setzer, 1972 | південно-східний Іран, західний Пакистан, південний Афганістан | низький ризик                | -                            |               |   |
| 5                            | Gerbillus cheesmani                                | Thomas, 1919 | південно-західний Іран, центральний і південний Ірак, Саудівська Аравія, Оман, Ємен, Кувейт, південна Йорданія | низький ризик                |                              |               |   |
| 6                            | Gerbillus dongolanus                               | Heuglin, 1877 | Судан (ендемік): околиці міста Донгола | низький ризик                | -                            |               |   |
| 7                            | Gerbillus dunni                                    | Thomas, 1904 | Ефіопія, Сомалі, Джибуті | низький ризик                | -                            |               |   |
| 8                            | Gerbillus floweri                                  | Thomas, 1919 | Єгипет (ендемік): околиці міста Ель-Аріш | критично під загрозою        | -                            |               |   |
| 9                            | Gerbillus gerbillus                                | Olivier, 1801 | південно-західна Йорданія, південний Ізраїль, Єгипет, північний Судан, Джибуті, Марокко, північна Ефіопія, Еритрея, Лівія, Алжир, Туніс, Марокко, Західна Сахара, південно-західна Мавританія, південне і північне Малі, північний Нігер, північний Чад | низький ризик                |                              |               |   |
| 10                           | Gerbillus gleadowi                                 | Murray, 1886 | північно-західна Індія (Раджастхан, Гуджарат), Пакистан (долина річки Інд) | низький ризик                | -                            |               |   |
| 11                           | Gerbillus hesperinus                               | Cabrera, 1936 | Марокко (ендемік): північне узбережжя | низький ризик                | -                            |               |   |
| 12                           | Gerbillus hoogstraali                              | Lay, 1975 | Марокко (ендемік): рівнина Сус, околиці міста Тарудант | критично під загрозою        | -                            |               |   |
| 13                           | Gerbillus latastei                                 | Thomas and Trouessart, 1903 | Туніс, Лівія, Алжир | низький ризик                | -                            |               |   |
| 14                           | Gerbillus nancillus                                | Thomas and Hinton, 1923 | Судан (околиці міста Ель-Фашер), Єгипет (басейн озера Насер), Чад, Нігер, Малі | низький ризик                | -                            |               |   |
| 15                           | Gerbillus nigeriae                                 | Thomas and Hinton, 1920 | Нігер, північна Нігерія, Буркіна-Фасо, південно-західна Мавританія | низький ризик                | -                            |               |   |
| 16                           | Gerbillus occiduus                                 | Lay, 1975 | Марокко (ендемік): південно-західне узбережжя | критично під загрозою        | -                            |               |   |
| 17                           | Gerbillus perpallidus                              | Setzer, 1958 | Єгипет (ендемік): західний берег річки Ніл на півночі країни | низький ризик                |                              |               |   |
| 18                           | Gerbillus pulvinatus                               | Rhoads, 1896 | Ефіопія, Еритрея, Джибуті | низький ризик                | -                            |               |   |
| 19                           | Gerbillus pyramidum                                | Geoffroy, 1803 | Єгипет (дельта та долина річки Ніл), Судан (північ, оази заходу та південно-сходу, околиці міста Хартум), Мавританія (узбережжя), північне Малі, західний Нігер | низький ризик                |                              |               |   |
| 20                           | Gerbillus rosalinda                                | St. Leger, 1929 | Судан | низький ризик                | -                            |               |   |
| 21                           | Gerbillus tarabuli                                 | Thomas, 1902 | північний Сенегал, західна Мавританія, Малі, Нігер, південний Алжир, Лівія, Чад (нагір'я Тібесті) | низький ризик                | -                            |               |   |
| Підрід Hendecapleura         |                                                    | | |                              |                              |               |   |
| 1                            | Gerbillus amoenus                                  | de Winton, 1902 | Єгипет, Лівія | низький ризик                | -                            |               |   |
| 2                            | Gerbillus brockmani                                | Thomas, 1910 | Сомалі | низький ризик                | -                            |               |   |
| 3                            | Gerbillus famulus                                  | Yerbury and Thomas, 1895 | Ємен | низький ризик                | -                            |               |   |
| 4                            | Gerbillus garamantis                               | Lataste, 1881 | Алжир | низький ризик                | -                            |               |   |
| 5                            | Gerbillus grobbeni                                 | Klaptocz, 1909 | Лівія (ендемік): околиці міста Дерна | критично під загрозою        | -                            |               |   |
| 6                            | Gerbillus henleyi                                  | de Winton, 1903 | центральне Марокко, Алжир, Туніс, Лівія, Єгипет, північно-східний Судан, Джибуті, Ізраїль, Йорданія, захід Саудівської Аравії, північний Ємен, Оман, Буркіна-Фасо, Нігер, північний Сенегал | низький ризик                | -                            |               |   |
| 7                            | Gerbillus mesopotamiae                             | Harrison, 1956 | Ірак (долини річок Тигр, Євфрат та Карун), південно-західний Іран (ендемік) | низький ризик                | -                            |               |   |
| 8                            | Gerbillus muriculus                                | Thomas and Hinton, 1923 | Судан | низький ризик                | -                            |               |   |
| 9                            | Gerbillus nanus                                    | Blanford, 1875 | Індія (Раджастхан, Гуджарат), Пакистан, південний Афганістан, Іран, Ірак, Аравійський півострів, Йорданія, Ізраїль, Єгипет, Лівія, Туніс, Алжир, південно-східне Марокко, Мавританія, Нігер, північно-східне Малі | низький ризик                |                              |               |   |
| 10                           | Gerbillus poecilops                                | Yerbury and Thomas, 1895 | Ємен, південний захід Саудівської Аравії (ендемік) | низький ризик                | -                            |               |   |
| 11                           | Gerbillus principulus                              | Thomas and Hinton, 1923 | Судан (ендемік): гори Мейдоб | критично під загрозою        | -                            |               |   |
| 12                           | Gerbillus pusillus                                 | Peters, 1879 | Танзанія, Кенія, Ефіопія, Південний Судан | низький ризик                | -                            |               |   |
| 13                           | Gerbillus syrticus                                 | Misonne, 1974 | Лівія (ендемік): околиці міста Нофалія | критично під загрозою        | -                            |               |   |
| 14                           | Gerbillus vivax                                    | Thomas, 1902 | Лівія | низький ризик                | -                            |               |   |
| 15                           | Gerbillus watersi                                  | de Winton, 1901 | Південний Судан, Сомалі, Джибуті | низький ризик                | -                            |               |   |
| Рід Meriones                 |                                                    | | |                              |                              |               |   |
| Підрід Meriones              |                                                    | | |                              |                              |               |   |
| 1                            | Meriones tamariscinus                              | Pallas, 1773 | Росія (Передкавказзя), Казахстан, Китай (північний Сіньцзян, Внутрішня Монголія) | низький ризик                |                              |               |   |
| Підрід Pallasiomys           |                                                    | | |                              |                              |               |   |
| 1                            | Meriones arimalius                                 | Cheesman and Hinton, 1924 | Саудівська Аравія (пустеля Руб-ель-Халі), Оман | під загрозою                 | -                            |               |   |
| 2                            | Meriones chengi                                    | Wang, 1964 | Китай (ендемік): північний Сінцзян | критично під загрозою        | -                            |               |   |
| 3                            | Meriones crassus                                   | Sundevall, 1842 | Марокко, Алжир, Лівія, Туніс, Нігер, Чад, Судан, Єгипет, Ізраїль, Йорданія, Сирія, Ліван, південно-східна Туреччина, Саудівська Аравія, Ірак, Іран, Афганістан | низький ризик                |                              |               |   |
| 4                            | Meriones dahli                                     | Shidlovsky, 1962 | Вірменія (ендемік) | під загрозою                 | -                            |               |   |
| 5                            | Meriones grandis                                   | Cabrera, 1907 | північне узбережжя Марокко, Алжиру та Тунісу | -                            | -                            |               |   |
| 6                            | Meriones libycus                                   | Lichtenstein, 1823 | Західна Сахара, Марокко, Алжир, Туніс, Лівія, Єгипет, Саудівська Аравія, Йорданія, Ірак, Сирія, Іран, Афганістан, Туркменістан, Узбекистан, південний Казахстан, Китай (Сіньцзян) | низький ризик                | -                            |               |   |
| 7                            | Meriones meridianus                                | Pallas, 1773 | Росія (нижній Дон, Передкавказзя), Казахстан, Монголія, Китай (Сіньцзян, Ганьсу, Внутрішня Монголія, Хебей, Хенань, Шаньсі, північ Шаньсі, північний схід Цінхай, Нінся), східна Туреччина, Вірменія, Іран, північний Афганістан | низький ризик                | -                            |               |   |
| 7                            | Meriones penicilliger                              | (Heptner, 1933) | Китай, Казахстан |                              | -                            |               |   |
| 8                            | Meriones sacramenti                                | Thomas, 1922 | Ізраїль, Єгипет (північний схід Синайського півострова) (ендемік) | під загрозою                 | -                            |               |   |
| 9                            | Meriones shawi                                     | Duvernoy, 1842 | північні узбережжя східного Марокко, північного Алжиру, Тунісу, Лівії, Єгипету | низький ризик                |                              |               |   |
| 10                           | Meriones tristrami                                 | Thomas, 1892 | Ізраїль, Ліван, західна Йорданія, Туреччина, Сирія, північний Ірак, північно-західний Іран, Закавказзя | низький ризик                |                              |               |   |
| 11                           | Meriones unguiculatus                              | Milne-Edwards, 1867 | Монголія, Росія (Забайкалля), Китай (схід Ганьсу, північ Нінся, північ Шаньсі, північ Шеньсі, Хебей, центр та північ Внутрішньої Монголії, Ляонін) | низький ризик                |                              |               |   |
| 12                           | Meriones vinogradovi                               | Heptner, 1931 | східна Туреччина, північна Сирія, північний Іран, Вірменія, Азербайджан | низький ризик                | -                            |               |   |
| 13                           | Meriones zarudnyi                                  | Heptner, 1937 | північно-східний Іран, північний Афганістан, південний Туркменістан | під загрозою                 | -                            |               |   |
| Підрід Cheliones             |                                                    | | |                              |                              |               |   |
| 1                            | Meriones hurrianae                                 | Jordon, 1867 | південно-східний Іран, Пакистан, Індія (Хар'яна, Раджастхан, Гуджарат) | низький ризик                |                              |               |   |
| Підрід Parameriones          |                                                    | | |                              |                              |               |   |
| 1                            | Meriones persicus                                  | Blanford, 1875 | Закавказзя, Іран, східна Туреччина, Ірак, Туркменістан, Афганістан, Пакистан (західний берег річки Інд) | низький ризик                |                              |               |   |
| 2                            | Meriones rex                                       | Yerbury and Thomas, 1895 | південний захід Саудівської Аравії, західний Ємен (ендемік) | низький ризик                | -                            |               |   |
| Рід Microdillus              |                                                    | | |                              |                              |               |   |
| 1                            | Microdillus peeli                                  | de Winton, 1898 | Сомалі | низький ризик                | -                            |               |   |
| Рід Pachyuromys              |                                                    | | |                              |                              |               |   |
| 1                            | Pachyuromys duprasi                                | Lataste, 1880 | Західна Сахара, Марокко, Алжир, Туніс, Лівія, північний Єгипет | низький ризик                |                              |               |   |
| Рід Psammomys                |                                                    | | |                              |                              |               |   |
| 1                            | Psammomys obesus                                   | Cretzschmar, 1828 | Марокко, Алжир, Туніс, Лівія, узбережжя Єгипету, Сирія, Йорданія, Ізраїль, Ліван, північ Аравійського півострова, узбережжя Судану | низький ризик                |                              |               |   |
| 2                            | Psammomys vexillaris                               | Thomas, 1925 | Алжир, Туніс, Лівія | низький ризик                | -                            |               |   |
| Рід Rhombomys                |                                                    | | |                              |                              |               |   |
| 1                            | Rhombomys opimus                                   | Lichtenstein, 1823 | південна Монголія, Китай (Сіньцзян, Ганьсу, Внутрішня Монголія), Казахстан, Середня Азія, Іран, Афганістан, південно-західний Пакистан | низький ризик                |                              |               |   |
| Рід Sekeetamys               |                                                    | | |                              |                              |               |   |
| 1                            | Sekeetamys calurus                                 | Thomas, 1892 | Єгипет (на схід від річки Ніл, Синайський півострів), південно-східний Ізраїль, південно-західна Йорданія, центр Саудівської Аравії | низький ризик                |                              |               |   |
| Рід Tatera                   |                                                    | | |                              |                              |               |   |
| 1                            | Tatera indica                                      | Hardwicke, 1807 | південно-східна Туреччина, Сирія, Ірак, Кувейт, Іран, Афганістан, Пакистан, Індостан, південний Непал, Шрі-Ланка | низький ризик                | -                            |               |   |
| Рід Taterillus               |                                                    | | |                              |                              |               |   |
| 1                            | Taterillus arenarius                               | Robbins, 1974 | Мавританія, Малі, Нігер | низький ризик                | -                            |               |   |
| 2                            | Taterillus congicus                                | Thomas, 1915 | Камерун, Чад, ЦАР, ДР Конго, Південний Судан, Уганда | низький ризик                | -                            |               |   |
| 3                            | Taterillus emini                                   | Thomas, 1892 | Південний Судан, Уганда, південно-західна Ефіопія, північно-західна Кенія, північний схід ДР Конго | низький ризик                | -                            |               |   |
| 4                            | Taterillus gracilis                                | Thomas, 1892 | північна Нігерія, Нігер, Буркіна-Фасо, південне Малі, Сенегал, Гамбія | низький ризик                | -                            |               |   |
| 5                            | Taterillus lacustris                               | Thomas and Wroughton, 1907 | північно-східна Нігерія, Камерун | низький ризик                | -                            |               |   |
| 6                            | Taterillus petteri                                 | Sicard, Tranier, and Gautun, 1988 | схід Буркіна-Фасо, Нігер (на захід від річки Нігер) | низький ризик                | -                            |               |   |
| 7                            | Taterillus pygargus                                | F. Cuvier, 1838 | Гамбія, Сенегал, південна Мавританія, південне та західне Малі, південний Нігер | низький ризик                | -                            |               |   |
| 8                            | Taterillus tranieri                                | Dobigny, Granjon, Aniskin, Ba, and Volobouev, 2003 | західне Малі, південно-східна Мавританія | -                            | -                            |               |   |
| Підродина Leimacomyinae      |                                                    | | |                              |                              |               |   |
| Рід Leimacomys               |                                                    | | |                              |                              |               |   |
| 1                            | Leimacomys büttneri                                | Matschie, 1893 | Того, Гана (ендемік) | -                            | -                            |               |   |
| Підродина Murinae            |                                                    | | |                              |                              |               |   |
| Рід Abditomys                |                                                    | | |                              |                              |               |   |
| 1                            | Abditomys latidens                                 | Sanborn, 1952 | Філіппіни (ендемік): північний та центральний Лусон (провінції Гірська та Лагуна) | низький ризик                | -                            |               |   |
| Рід Abeomelomys              |                                                    | | |                              |                              |               |   |
| 1                            | Abeomelomys sevia                                  | Tate and Archbold, 1935 | Папуа Нова Гвінея (ендемік): Центральна Кордильєра, півострів Хуон | низький ризик                | -                            |               |   |
| Рід Aethomys                 |                                                    | | |                              |                              |               |   |
| 1                            | Aethomys bocagei                                   | Thomas, 1904 | північно-західна Ангола (ендемік) | низький ризик                | -                            |               |   |
| 2                            | Aethomys chrysophilus                              | de Winton, 1896 | південно-східна Кенія, Танзанія, Малаві, Замбія, південна Ангола, північна Намібія, Зімбабве, північна та східна Ботсвана, Мозамбік, прикордонні райони ПАР | низький ризик                | -                            |               |   |
| 3                            | Aethomys hindei                                    | Thomas, 1902 | північний Камерун, південний Чад, ЦАР, північ та північний схід ДР Конго, Південний Судан, південно-західна Ефіопія, Уганда, Кенія, Танзанія | низький ризик                | -                            |               |   |
| 4                            | Aethomys ineptus                                   | Thomas and Wroughton, 1908 | ПАР (Мпумаланга, Гаутенг, Північно-Західна провінція, Лімпопо, Північна Капська провінція, Квазулу-Наталь), південний Мозамбік | -                            | -                            |               |   |
| 5                            | Aethomys kaiseri                                   | Noack, 1887 | південно-західна Уганда, південна Кенія, південь та схід ДР Конго, Руанда, західна та південно-західна Танзанія, Малаві, Замбія, північно-центральна Ангола | низький ризик                | -                            |               |   |
| 6                            | Aethomys nyikae                                    | Thomas, 1897 | північно-східна Замбія, Малаві, північно-східна Ангола, південь ДР Конго | низький ризик                | -                            |               |   |
| 7                            | Aethomys silindensis                               | Roberts, 1938 | східне Зімбабве (ендемік) | низький ризик                | -                            |               |   |
| 8                            | Aethomys stannarius                                | Thomas, 1913 | північна Нігерія, північний Камерун (ендемік) | низький ризик                | -                            |               |   |
| 9                            | Aethomys thomasi                                   | de Winton, 1897 | Ангола (ендемік): Центральне плато | низький ризик                | -                            |               |   |
| Рід Anisomys                 |                                                    | | |                              |                              |               |   |
| 1                            | Anisomys imitator                                  | Thomas, 1903 | Папуа Нова Гвінея (ендемік): Центральна Кордильєра, півострів Хуон | низький ризик                | -                            |               |   |
| Рід Anonymomys               |                                                    | | |                              |                              |               |   |
| 1                            | Anonymomys mindorensis                             | Musser, 1981 | Філіппіни (ендемік): Міндоро | уразливий                    | -                            |               |   |
| Рід Apodemus (Польові миші)  |                                                    | | |                              |                              |               |   |
| 1                            | Apodemus agrarius (Миша польова)                   | Pallas, 1771 | Європа на схід від центральної Німеччини та північно-східної Італії (включаючи Балканський півострів, Прибалтику, південну Фінляндію, Східну Європу), європейська Туреччина, Східна Європа, Кавказ, Росія (європейська частина, Передкавказзя, південний Сибір до озера Байкал, Приамур'я, Примор'я), Казахстан, Киргизстан, Монголія, Китай (Сіньцзян, північ Внутрішньої Монголії, Хейлунцзян, захід Юньнань), Корея, Тайвань, Японія (острови Сенкаку) | низький ризик                |                              |               |   |
| 2                            | Apodemus alpicola                                  | Heinrich, 1952 | південна Німеччина, Австрія, Ліхтенштейн, Швейцарія, північна Італія, південно-східна Франція (ендемік) | -                            | -                            |               |   |
| 3                            | Apodemus argenteus                                 | Temminck, 1844 | Японія (ендемік): острови Хонсю, Шікоку, Кюсю, Хоккайдо та сусідні дрібні | низький ризик                |                              |               |   |
| 4                            | Apodemus chevrieri                                 | Milne-Edwards, 1868 | Китай (Шаньсі, південь Ганьсу, захід Хубей, Сичуань, Гуйчжоу, захід Юньнань) | низький ризик                | -                            |               |   |
| 5                            | Apodemus draco                                     | Barrett-Hamilton, 1900 | Китай (Фуцзянь, Цзянсі, Анхой, Хенань, Хубей, Хунань, Шаньсі, Шеньсі, Нінся, Ґаньсу, Ґуансі, Ґуйчжоу, Юньнань, південно-східний Тибет), М'янма (штати Качін та Чін), Індія (Аруначал-Прадеш) | низький ризик                | -                            |               |   |
| 6                            | Apodemus epimelas                                  | Nehring, 1902 | західна Хорватія (включаючи острови Корчула та Млет), західна Боснія і Герцеговина, південна Сербія, Чорногорія, Албанія, Північна Македонія, західна Болгарія, Греція | -                            | -                            |               |   |
| 7                            | Apodemus flavicollis (Миша жовтогорла)             | Melchior, 1834 | Велика Британія (Уельс, Південна Англія), Європа на схід від північної Іспанії, південних Швеції та Фінляндії до Уральських гір в Росії (включаючи північно-східні та південні Егейські острови, Адріатичні острови, Корфу, але виключаючи західну Францію), Туреччина, західна Вірменія, Іран (гори Загрос), Сирія, Ліван, північний та центральний Ізраїль                                                                                              | низький ризик                |                              |               |   |
| 8                            | Apodemus gurkha                                    | Thomas, 1924 | центральний Непал (ендемік) | низький ризик                | -                            |               |   |
| 9                            | Apodemus hyrcanicus                                | Vorontsov, Boyeskorov, and Mezhzherin, 1992 | Азербайджан (Талиські гори), Іран (узбережжя Каспійського моря) (ендемік) | -                            | -                            |               |   |
| 10                           | Apodemus ilex                                      | O. Thomas, 1922 | Китай, М'янма, Індія | -                            | -                            |               |   |
| 11                           | Apodemus latronum                                  | Thomas, 1911 | Китай (східний Тибет, Юньнань, Сичуань, Цінхай), північна М'янма | низький ризик                | -                            |               |   |
| 12                           | Apodemus mystacinus                                | Danford and Alston, 1877 | Греція (острови Родос, Крит, Корфу та сусідні дрібні), Туреччина, південна Грузія, Сирія, Ліван, північний та центральний Ізраїль, північно-західна Йорданія, північний Ірак | низький ризик                | -                            |               |   |
| 13                           | Apodemus nigrus                                    | Ge Deyan, Feijó, & Yang Qisen in Ge Deyan, Feijó, Cheng Jilong, Lu Liang, Liu Rongrong, Abramov, Xia Lin, Wen Zhixin, Zhang Wieyong, Shi Lei, & Yang Qisen, 2019 | Китай (Гуйчжоу, Чунцин) | -                            | -                            |               |   |
| 14                           | Apodemus pallipes                                  | Barrett-Hamilton, 1900 | південний Киргизстан, Таджикистан, Афганістан (від Герата до Кабула, провінції Бадахшан та Кунар), Пакистан (провінція Хайбер-Пахтунхва), Індія (штат Джамму й Кашмір), західний та центральний Непал, Китай (південно-західний Тибет) | низький ризик                | -                            |               |   |
| 15                           | Apodemus peninsulae                                | Thomas, 1906 | Росія (південний Сибір, Забайкалля, Приамур'я, Примор'я, Сахалін), Японія (Хоккайдо), східна Монголія, Китай (Хейлунцзян, Цзілінь, Ляонін, Хебей, схід Внутрішньої Монголії, Шаньсі, Шеньсі, південний схід Ганьсу, південний схід Цінхай, південний захід Сичуань, північний захід Юньнань, східний Тибет), Корея | низький ризик                | -                            |               |   |
| 16                           | Apodemus ponticus                                  | Sviridenko, 1936 | Росія (Передкавказзя), Грузія, Азербайджан | низький ризик                | -                            |               |   |
| 17                           | Apodemus rusiges                                   | Miller, 1913 | Пакистан (Балтистан), Індія (штат Джамму й Кашмір) (ендемік) | низький ризик                | -                            |               |   |
| 18                           | Apodemus semotus                                   | Thomas, 1908 | Тайвань (ендемік) | низький ризик                | -                            |               |   |
| 19                           | Apodemus speciosus                                 | Temminck, 1844 | Японія (ендемік): всі острови північніше острова Якусіма | низький ризик                |                              |               |   |
| 20                           | Apodemus sylvaticus (Миша лісова)                  | Linnaeus, 1758 | Європа (включаючи острівні держави, великі острови та західну Росію), північно-західна Туреччина, Марокко, Алжир, Туніс | низький ризик                |                              |               |   |
| 21                           | Apodemus uralensis (Миша мала)                     | Pallas, 1811 | східна Німеччина, південна Польща, Чехія, Словаччина, північно-східна Австрія, північна Угорщина, східна Хорватія, північна Сербія, Болгарія, північна Румунія, північно-західна Литва, Латвія, Естонія, Україна, Казахстан (крім півдня), Росія (захід, Передкавказзя та південний Сибір), Китай (Сіньцзян), західна Монголія, Кавказ, північна Туреччина                                                                                                | низький ризик                |                              |               |   |
| 22                           | Apodemus witherbyi (Мишак степовий)                | Thomas, 1902 | південно-східна Україна, Крим, Північний Кавказ, Закавказзя, азійська Туреччина, Сирія, Ліван, північний Ізраїль, північно-західна Йорданія, північний Ірак, північний та центральний Іран, південно-західний Туркменістан, південний та західний Афганістан, центрально-західний Пакистан | низький ризик                | -                            |               |   |
| Рід Apomys                   |                                                    | | |                              |                              |               |   |
| 1                            | Apomys abrae                                       | Sanborn, 1952 | Філіппіни (ендемік): північний Лусон | низький ризик                | -                            |               |   |
| 2                            | Apomys aurorae                                     | Heaney, Balete, Alviola, Duya, Veluz, VandeVrede & Steppan, 2011                                                                                                 | Філіппіни (ендемік): Лусон | -                            | -                            |               |   |
| 3                            | Apomys banahao                                     | Heaney, Balete, Alviola, Duya, Veluz, VandeVrede & Steppan, 2011                                                                                                 | Філіппіни (ендемік): Лусон | -                            | -                            |               |   |
| 4                            | Apomys brownorum                                   | Heaney, Balete, Alviola, Duya, Veluz, VandeVrede & Steppan, 2011                                                                                                 | Філіппіни (ендемік): Лусон | -                            | -                            |               |   |
| 5                            | Apomys camiguinensis                               | Heaney & Tabaranza, 2006 | Філіппіни (ендемік): о. Каміґуїн | -                            | -                            |               |   |
| 6                            | Apomys datae                                       | Meyer, 1899 | Філіппіни (ендемік): північний Лусон | низький ризик                | -                            |               |   |
| 7                            | Apomys gracilirostris                              | Ruedas, 1995 | Філіппіни (ендемік): Міндоро | уразливий                    | -                            |               |   |
| 8                            | Apomys hylocetes                                   | Mearns, 1905 | Філіппіни (ендемік): Мінданао | низький ризик                | -                            |               |   |
| 9                            | Apomys insignis                                    | Mearns, 1905 | Філіппіни (ендемік): Мінданао, Дінагат | низький ризик                | -                            |               |   |
| 10                           | Apomys iridensis                                   | Heaney, Balete, Veluz, Steppan, Esseltyn, Pfeiffer & Rickart, 2014                                                                                               | Філіппіни (ендемік): о. Лусон | -                            | -                            |               |   |
| 11                           | Apomys littoralis                                  | Sanborn, 1952 | Філіппіни (ендемік): Мінданао, Біліран, Бохоль, Лейте | низький ризик                | -                            |               |   |
| 12                           | Apomys lubangensis                                 | Heaney, Balete, Veluz, Steppan, Esseltyn, Pfeiffer & Rickart, 2014                                                                                               | Філіппіни (ендемік): о. Лубанг | -                            | -                            |               |   |
| 13                           | Apomys magnus                                      | Heaney, Balete, Alviola, Duya, Veluz, VandeVrede & Steppan, 2011                                                                                                 | Філіппіни (ендемік): о. Лусон | -                            | -                            |               |   |
| 14                           | Apomys microdon                                    | Hollister, 1913 | Філіппіни (ендемік): Лусон | низький ризик                | -                            |               |   |
| 15                           | Apomys minganensis                                 | Heaney, Balete, Alviola, Duya, Veluz, VandeVrede & Steppan, 2011                                                                                                 | Філіппіни (ендемік): Лусон | -                            | -                            |               |   |
| 16                           | Apomys musculus                                    | Miller, 1911 | Філіппіни (ендемік): південний та північний Лусон, Міндоро, Дінагат | низький ризик                | -                            |               |   |
| 17                           | Apomys sacobianus                                  | Johnson, 1962 | Філіппіни (ендемік): Лусон | уразливий                    | -                            |               |   |
| 18                           | Apomys sierrae                                     | Heaney, Balete, Alviola, Duya, Veluz, VandeVrede & Steppan, 2011                                                                                                 | Філіппіни (ендемік): Лусон | -                            | -                            |               |   |
| 19                           | Apomys zambalensis                                 | Heaney, Balete, Alviola, Duya, Veluz, VandeVrede & Steppan, 2011                                                                                                 | Філіппіни (ендемік): Лусон | -                            | -                            |               |   |
| Рід Archboldomys             |                                                    | | |                              |                              |               |   |
| 1                            | Archboldomys luzonensis                            | Musser, 1982 | Філіппіни (ендемік): південно-східний Лусон | під загрозою                 | -                            |               |   |
| 2                            | Archboldomys maximus                               | Balete, Rickart, Heaney, Alviola, Duya, Duya, Sosa & Jansa, 2012                                                                                                 | Філіппіни (ендемік): о. Лусон | DD                           | -                            |               |   |
| Рід Soricomys                |                                                    | | |                              |                              |               |   |
| 1                            | Soricomys kalinga                                  | Balete, Rickart & Heaney, 2006 | о. Лусон (Філіппіни) | -                            |                              |               |   |
| 2                            | Soricomys leonardocoi                              | Balete, Rickart, Heaney, Alviola, Duya, Duya, Sosa & Jansa, 2012                                                                                                 | Філіппіни (ендемік): о. Лусон | DD                           | -                            |               |   |
| 3                            | Soricomys montanus                                 | Balete, Rickart, Heaney, Alviola, Duya, Duya, Sosa & Jansa, 2012                                                                                                 | Філіппіни (ендемік): о. Лусон | LC                           | -                            |               |   |
| 4                            | Soricomys musseri                                  | (Rickart, Heaney, Tabaranza, Jr., and Balete, 1998) | Філіппіни (ендемік): північний Лусон | -                            | -                            |               |   |
| Рід Arvicanthis              |                                                    | | |                              |                              |               |   |
| 1                            | Arvicanthis abyssinicus                            | Rüppell, 1842 | Ефіопія (ендемік) | низький ризик                | -                            |               |   |
| 2                            | Arvicanthis ansorgei                               | Thomas, 1910 | Гамбія, південний Сенегал, південне Малі, Буркіна-Фасо, Нігер | -                            | -                            |               |   |
| 3                            | Arvicanthis blicki                                 | Frick, 1914 | східна Ефіопія (ендемік) | низький ризик                | -                            |               |   |
| 4                            | Arvicanthis nairobae                               | J. A. Allen, 1909 | південна Ефіопія, Кенія, північна та центрально-східна Танзанія, Уганда | низький ризик                | -                            |               |   |
| 5                            | Arvicanthis neumanni                               | Matschie, 1894 | північна та східна Ефіопія, Кенія, північна, центральна та центрально-східна Танзанія | низький ризик                | -                            |               |   |
| 6                            | Arvicanthis niloticus                              | É. Geoffroy, 1803 | Сенегал, Гамбія, південна Мавританія, Малі, Буркіна-Фасо, Нігер, Чад, південно-східний Алжир, Судан, Південний Судан, західна і північна Ефіопія, Еритрея, Джибуті, південний Єгипет, північний схід та схід ДР Конго, схід ЦАР, Уганда, Руанда, Бурунді, східна Замбія, західна Танзанія, північне Малаві, Ємен, південний захід Саудівської Аравії, західний Оман                                                                                       | низький ризик                |                              |               |   |
| 7                            | Arvicanthis rufinus                                | Temminck, 1853 | Сьєрра-Леоне, східна Гвінея, Ліберія, Кот-д'Івуар, Гана, Того, Бенін, південна Нігерія | -                            | -                            |               |   |
| Рід Bandicota (Бандикота)    |                                                    | | |                              |                              |               |   |
| 1                            | Bandicota bengalensis (Бандикота бенгальська)      | Gray, 1835 | північний та південно-східний Пакистан, Індія, Шрі-Ланка, південний Непал, Бангладеш, М'янма, Пенанг, північна Суматра, східна Ява, Саудівська Аравія | низький ризик                |                              |               |   |
| 2                            | Bandicota indica (Бандикота індійська)             | Bechstein, 1800 | Індія, Шрі-Ланка, південний Непал, Бангладеш, М'янма, південний Китай, Тайвань, Таїланд, Лаос, Камбоджа, В'єтнам, Малайзія, Ява | низький ризик                | -                            |               |   |
| 3                            | Bandicota savilei                                  | Thomas, 1916 | центральна та південна М'янма, Таїланд, південний Лаос, південний В'єтнам | низький ризик                | -                            |               |   |
| Рід Batomys                  |                                                    | | |                              |                              |               |   |
| 1                            | Batomys dentatus                                   | Miller, 1911 | Філіппіни (ендемік): північний Лусон | -                            | -                            |               |   |
| 2                            | Batomys granti                                     | Thomas, 1895 | Філіппіни (ендемік): Лусон | низький ризик                | Нижня тварина на зображенні  |               |   |
| 3                            | Batomys hamiguitan                                 | Balete, Heaney, Rickart, Quidlat, & Ibanez, 2008 | Філіппіни (ендемік): о-ви Мінданао, Дінагат і Лусон | DD                           |                              |               |   |
| 4                            | Batomys russatus                                   | Musser, Heaney, and Tabaranza, Jr., 1998 | Філіппіни (ендемік): Дінагат | -                            | -                            |               |   |
| 5                            | Batomys salomonseni                                | Sanborn, 1953 | Філіппіни (ендемік): Мінданао, Дінагат, Біліран, Лейте | низький ризик                | -                            |               |   |
| 6                            | Batomys uragon                                     | Balete et al., 2015 | Філіппіни (ендемік): о. Лусон | -                            | -                            |               |   |
| Рід Berylmys                 |                                                    | | |                              |                              |               |   |
| 1                            | Berylmys berdmorei                                 | Blyth, 1851 | південний Китай, південна М'янма, Таїланд, північний та центральний Лаос, Камбоджа, південний В'єтнам, Кондао | низький ризик                | -                            |               |   |
| 2                            | Berylmys bowersi                                   | Anderson, 1879 | північно-східна Індія, північна та центральна М'янма, південний Китай, північний Таїланд, північний Лаос, В'єтнам, північна Суматра, материкова Малайзія | низький ризик                | -                            |               |   |
| 3                            | Berylmys latouchei                                 | (O. Thomas, 1897) | Китай | -                            | -                            |               |   |
| 4                            | Berylmys mackenziei                                | Thomas, 1916 | північно-східна Індія, північна та центральна М'янма, південний Китай, північний В'єтнам | низький ризик                | -                            |               |   |
| 5                            | Berylmys manipulus                                 | Thomas, 1916 | північно-східна Індія, північна та центральна М'янма, південний Китай | низький ризик                | -                            |               |   |
| Рід Bullimus                 |                                                    | | |                              |                              |               |   |
| 1                            | Bullimus bagobus                                   | Mearns, 1905 | Філіппіни (ендемік): Самар, Калікоан, Лейте, Дінагат, Сіаргао, Мінданао, Бохоль, Маріпіпі | низький ризик                |                              |               |   |
| 2                            | Bullimus carletoni                                 | Heaney et al., 2021 | Філіппіни (ендемік): Лусон | -                            | -                            |               |   |
| 3                            | Bullimus gamay                                     | Rickart, Heaney, and Tabaranza, Jr., 2002 | Філіппіни (ендемік): Камігуїн | -                            | -                            |               |   |
| 4                            | Bullimus luzonicus                                 | Thomas, 1895 | Філіппіни (ендемік): Лусон | низький ризик                | -                            |               |   |
| Рід Bunomys                  |                                                    | | |                              |                              |               |   |
| 1                            | Bunomys andrewsi                                   | J. A. Allen, 1911 | Індонезія (ендемік): південно-західне та південно-східне Сулавесі | низький ризик                | -                            |               |   |
| 2                            | Bunomys chrysocomus                                | Hoffmann, 1887 | Індонезія (ендемік): Сулавесі | низький ризик                | -                            |               |   |
| 3                            | Bunomys coelestis                                  | Thomas, 1896 | Індонезія (ендемік): південно-західне Сулавесі | під загрозою                 | -                            |               |   |
| 4                            | Bunomys fratrorum (Frateromys fratrorum)           | Thomas, 1896 | Індонезія (ендемік): північне Сулавесі | низький ризик                | -                            |               |   |
| 5                            | Bunomys karokophilus                               | Thomas, 1896 | Індонезія (ендемік): Сулавесі | DD                           | -                            |               |   |
| 6                            | Bunomys penitus                                    | Miller and Hollister, 1921 | Індонезія (ендемік): південно-східне Сулавесі | низький ризик                | -                            |               |   |
| 7                            | Bunomys prolatus                                   | Musser, 1991 | Індонезія (ендемік): центральне Сулавесі | під загрозою                 | -                            |               |   |
| 8                            | Bunomys torajae                                    | Musser, 2014 | Індонезія (ендемік): Сулавесі | DD                           | -                            |               |   |
| Рід Carpomys                 |                                                    | | |                              |                              |               |   |
| 1                            | Carpomys melanurus                                 | Thomas, 1895 | Філіппіни (ендемік): північний Лусон | -                            | Нижня тварина на зображенні  |               |   |
| 2                            | Carpomys phaeurus                                  | Thomas, 1895 | Філіппіни (ендемік): північний Лусон | -                            | Верхня тварина на зображенні |               |   |
| Рід Chiromyscus              |                                                    | | |                              |                              |               |   |
| 1                            | Chiromyscus chiropus                               | Thomas, 1895 | південно-західний Китай, східна М'янма, північний Таїланд, В'єтнам, Лаос | низький ризик                | -                            |               |   |
| 2                            | Chiromyscus thomasi                                | A. E. Balakirev, Abramov, & Rozhnov, 2014 | В'єтнам, Лаос | -                            | -                            |               |   |
| Рід Chiropodomys             |                                                    | | |                              |                              |               |   |
| 1                            | Chiropodomys calamianensis                         | Taylor, 1934 | Філіппіни (ендемік): Бусуанга, Балабак, Палаван | низький ризик                | -                            |               |   |
| 2                            | Chiropodomys gliroides                             | Blyth, 1856 | західний Китай, північно-східна Індія, М'янма, Таїланд, Лаос, Камбоджа, В'єтнам, материкова Малайзія, південна Суматра, Ява, Балі | низький ризик                | -                            |               |   |
| 3                            | Chiropodomys karlkoopmani                          | Musser, 1979 | Індонезія (ендемік): Ментавай | під загрозою                 | -                            |               |   |
| 4                            | Chiropodomys major                                 | Thomas, 1893 | Калімантан (ендемік) | низький ризик                | -                            |               |   |
| 5                            | Chiropodomys muroides                              | Medway, 1965 | Калімантан (ендемік) | низький ризик                | -                            |               |   |
| 6                            | Chiropodomys pusillus                              | Thomas, 1893 | Калімантан (ендемік) | низький ризик                | -                            |               |   |
| Рід Chiruromys               |                                                    | | |                              |                              |               |   |
| 1                            | Chiruromys forbesi                                 | Thomas, 1888 | південно-східна Папуа Нова Гвінея (ендемік) | низький ризик                | -                            |               |   |
| 2                            | Chiruromys lamia                                   | Thomas, 1897 | південно-східна Папуа Нова Гвінея (ендемік) | низький ризик                | -                            |               |   |
| 3                            | Chiruromys vates                                   | Thomas, 1908 | південно-східна Папуа Нова Гвінея (ендемік) | низький ризик                | -                            |               |   |
| Рід Chrotomys                |                                                    | | |                              |                              |               |   |
| 1                            | Chrotomys gonzalesi                                | Rickart and Heaney, 1991 | Філіппіни (ендемік): Лусон | критично під загрозою        | -                            |               |   |
| 2                            | Chrotomys mindorensis                              | Kellogg, 1945 | Філіппіни (ендемік): північний Лусон, Міндоро | низький ризик                | -                            |               |   |
| 3                            | Chrotomys sibuyanensis                             | Rickart, Heaney, Goodman & Jansa, 2005 | Філіппіни (ендемік): о. Сибуян | DD                           | -                            |               |   |
| 4                            | Chrotomys silaceus                                 | Thomas, 1895 | Філіппіни (ендемік): північний Лусон | низький ризик                | Верхня тварина на зображенні |               |   |
| 5                            | Chrotomys whiteheadi                               | Thomas, 1895 | Філіппіни (ендемік): північний Лусон | уразливий                    |                              |               |   |
| Рід Coccymys                 |                                                    | | |                              |                              |               |   |
| 1                            | Coccymys albidens                                  | Tate, 1951 | Нова Гвінея (ендемік) | під загрозою                 | -                            |               |   |
| 2                            | Coccymys kirrhos                                   | Musser & D. P. Lunde, 2009 | Нова Гвінея (ендемік) | -                            | -                            |               |   |
| 3                            | Coccymys ruemmleri                                 | Tate and Archbold, 1941 | Нова Гвінея (ендемік) | низький ризик                | -                            |               |   |
| 4                            | Coccymys shawmayeri                                | Musser & Lunde, 2009 | Нова Гвінея (ендемік) | -                            | -                            |               |   |
| Рід Colomys                  |                                                    | | |                              |                              |               |   |
| 1                            | Colomys goslingi                                   | Thomas and Wroughton, 1907 | Ліберія, Камерун, північно-східна Ангола, північно-західна Замбія, ДР Конго, Руанда, Уганда, східна Кенія, Південний Судан, західна Ефіопія | низький ризик                | -                            |               |   |
| 2                            | Colomys eisentrauti                                | Dieterlen, 1983 | Камерун | -                            | -                            |               |   |
| 3                            | Colomys lumumbai                                   | Kerbis Peterhans, Giarla, & Demos in Giarla, Demos, Monadjem, Hutterer, D. Dalton, Mamba, Roff, Mosher, Mikeš, Kofron, & Kerbis Peterhans, 2020                  | Демократична Республіка Конго, Ангола, Замбія | -                            | -                            |               |   |
| 4                            | Colomys wologizi                                   | Hutterer, Monadjem, & Kerbis Peterhans in Giarla, Demos, Monadjem, Hutterer, D. Dalton, Mamba, Roff, Mosher, Mikeš, Kofron, & Kerbis Peterhans, 2020             | Ліберія, Гвінея | -                            | -                            |               |   |
| Рід Conilurus                |                                                    | | |                              |                              |               |   |
| 1                            | Conilurus albipes                                  | Lichtenstein, 1829 | південно-східна Австралія (ендемік) | вимерлий                     |                              |               |   |
| 2                            | Conilurus capricornensis                           | Cramb & Hocknull, 2010 | Квінсленд, Австралія (ендемік) | вимерлий                     | -                            |               |   |
| 3                            | Conilurus penicillatus                             | Gould, 1842 | північна та північно-східна Австралія, південно-центральна Папуа Нова Гвінея | низький ризик                | -                            |               |   |
| Рід Coryphomys               |                                                    | | |                              |                              |               |   |
| 1                            | Coryphomys buehleri                                | Schaub, 1937 | Тимор (ендемік) | вимерлий                     | -                            |               |   |
| 2                            | Coryphomys musseri                                 | Aplin & Helgen, 2010 | Тимор (ендемік) | вимерлий                     | -                            |               |   |
| Рід Crateromys               |                                                    | | |                              |                              |               |   |
| 1                            | Crateromys australis                               | Musser, Heaney, and Rabor, 1985 | Філіппіни (ендемік): Дінагат | під загрозою                 | -                            |               |   |
| 2                            | Crateromys heaneyi                                 | Gonzales and Kennedy, 1996 | Філіппіни (ендемік): Панай | під загрозою                 | -                            |               |   |
| 3                            | Crateromys paulus                                  | Musser and Gordon, 1981 | Філіппіни (ендемік): Міндоро | критично під загрозою        | -                            |               |   |
| 4                            | Crateromys schadenbergi                            | Meyer, 1895 | Філіппіни (ендемік): північний Лусон | уразливий                    | Різні підвиди                |               |   |
| Рід Cremnomys                |                                                    | | |                              |                              |               |   |
| 1                            | Cremnomys cutchicus                                | Wroughton, 1912 | південна Індія (ендемік) | низький ризик                | -                            |               |   |
| 2                            | Cremnomys elvira                                   | Ellerman, 1946 | південно-східна Індія (ендемік) | уразливий                    | -                            |               |   |
| Рід Crossomys                |                                                    | | |                              |                              |               |   |
| 1                            | Crossomys moncktoni                                | Thomas, 1907 | південно-східна Папуа Нова Гвінея (ендемік) | низький ризик                | -                            |               |   |
| Рід Crunomys                 |                                                    | | |                              |                              |               |   |
| 1                            | Crunomys celebensis                                | Musser, 1982 | центральне Сулавесі (ендемік) | під загрозою                 | -                            |               |   |
| 2                            | Crunomys fallax                                    | Thomas, 1897 | Філіппіни (ендемік): північно-центральний Лусон | критично під загрозою        | Верхня тварина на зображенні |               |   |
| 3                            | Crunomys melanius                                  | Thomas, 1907 | Філіппіни (ендемік): Камігуїн | низький ризик                | -                            |               |   |
| 4                            | Crunomys suncoides                                 | Rickart, Heaney, Tabaranza, Jr., and Balete, 1998 | Філіппіни (ендемік): центральне Мінданао | -                            | -                            |               |   |
| Рід Dacnomys                 |                                                    | | |                              |                              |               |   |
| 1                            | Dacnomys millardi                                  | Thomas, 1916 | східний Непал, північно-східна Індія, Бутан, північна М'янма, північний Лаос, північно-західний В'єтнам, південний Китай | низький ризик                | -                            |               |   |
| Рід Dasymys                  |                                                    | | |                              |                              |               |   |
| 1                            | Dasymys alleni                                     | Lawrence and Loveridge, 1953 | південно-західна Танзанія | -                            | -                            |               |   |
| 2                            | Dasymys cabrali                                    | W. Verheyen, Hulselmans, Dierckx, Colyn, Leirs, and E. Verheyen, 2003                                                                                            | північно-східна Намібія, південно-східна Ангола, південно-західна Замбія, північна Ботсвана (ендемік) | -                            | -                            |               |   |
| 3                            | Dasymys capensis                                   | A. Roberts, 1936 | ПАР (ендемік) | -                            | -                            |               |   |
| 4                            | Dasymys foxi                                       | Thomas, 1912 | Нігерія (ендемік): Джос-Плато | низький ризик                | -                            |               |   |
| 5                            | Dasymys griseifrons                                | Osgood, 1936 | Ефіопія (ендемік) |                              | -                            |               |   |
| 6                            | Dasymys incomtus                                   | Sundevall, 1846 | центр та схід ПАР, Свазіленд, Лесото, північно-східна Ботсвана, Малаві, Замбія, Зімбабве, центральний та південний Мозамбік, Ангола, ДР Конго, Уганда, Бурунді, Руанда, Кенія, Танзанія, південно-західна Ефіопія, Південний Судан | -                            | -                            |               |   |
| 7                            | Dasymys longipilosus                               | Eisentraut, 1963 | Камерун (ендемік) |                              | -                            |               |   |
| 8                            | Dasymys medius                                     | O. Thomas, 1906 | Південний Судан, Демократична Республіка Конго, Уганда, Руанда, Бурунді, Кенія, Танзанія |                              | -                            |               |   |
| 9                            | Dasymys montanus                                   | Thomas, 1906 | Уганда (ендемік) | уразливий                    | -                            |               |   |
| 10                           | Dasymys nudipes                                    | Peters, 1870 | центрально-західна Ангола (ендемік) | -                            | -                            |               |   |
| 11                           | Dasymys robertsii                                  | S. K. Mullin, P. J. Taylor, & Pillay, 2004 | Зімбабве, Ботсвана, Південна Африка | -                            | -                            |               |   |
| 12                           | Dasymys rufulus                                    | Miller, 1900 | Сенегал, Гамбія, Гвінея, Гвінея-Бісау, Сьєрра-Леоне, Ліберія, Кот-д'Івуар, Гана, Того, Бенін, західна Нігерія | -                            | -                            |               |   |
| 13                           | Dasymys rwandae                                    | W. Verheyen, Hulselmans, Dierckx, Colyn, Leirs, and E. Verheyen, 2003                                                                                            | Руанда (ендемік) | -                            | -                            |               |   |
| 14                           | Dasymys sua                                        | W. Verheyen, Hulselmans, Dierckx, Colyn, Leirs, and E. Verheyen, 2003                                                                                            | центрально-східна Танзанія (ендемік) | -                            | -                            |               |   |
| Рід Dephomys                 |                                                    | | |                              |                              |               |   |
| 1                            | Dephomys defua                                     | Miller, 1900 | Сьєрра-Леоне, Гвінея, Ліберія, Кот-д'Івуар, Гана | низький ризик                | -                            |               |   |
| 2                            | Dephomys eburneae                                  | Heim de Balsac and Bellier, 1967 | Ліберія, Кот-д'Івуар, південно-західна Гана | низький ризик                | -                            |               |   |
| Рід Desmomys                 |                                                    | | |                              |                              |               |   |
| 1                            | Desmomys harringtoni                               | Thomas, 1902 | Ефіопія (ендемік) | низький ризик                | -                            |               |   |
| 2                            | Desmomys yaldeni                                   | Lavrenchenko, 2003 | південно-західна Ефіопія (ендемік) | -                            | -                            |               |   |
| Рід Diomys                   |                                                    | | |                              |                              |               |   |
| 1                            | Diomys crumpi                                      | Thomas, 1917 | північно-східна Індія, південно-східний Непал, Бутан, північна М'янма | низький ризик                | -                            |               |   |
| Рід Diplothrix               |                                                    | | |                              |                              |               |   |
| 1                            | Diplothrix legata                                  | Thomas, 1906 | Японія (ендемік): Токуносіма, Амамі | під загрозою                 | -                            |               |   |
| Рід Echiothrix               |                                                    | | |                              |                              |               |   |
| 1                            | Echiothrix centrosa                                | Miller and Hollister, 1921 | Індонезія (ендемік): північне Сулавесі | -                            | -                            |               |   |
| 2                            | Echiothrix leucura                                 | Gray, 1867 | Індонезія (ендемік): північне Сулавесі | низький ризик                | -                            |               |   |
| Рід Eropeplus                |                                                    | | |                              |                              |               |   |
| 1                            | Eropeplus canus                                    | Miller and Hollister, 1921 | Індонезія (ендемік): центральне Сулавесі | під загрозою                 | -                            |               |   |
| Рід Golunda                  |                                                    | | |                              |                              |               |   |
| 1                            | Golunda ellioti                                    | Gray, 1837 | південно-східний Іран, Пакистан, Індія, Непал, Шрі-Ланка | низький ризик                | -                            |               |   |
| Рід Grammomys                |                                                    | | |                              |                              |               |   |
| 1                            | Grammomys aridulus                                 | Thomas and Hinton, 1923 | Судан (ендемік): регіон Дарфур | низький ризик                | -                            |               |   |
| 2                            | Grammomys buntingi                                 | Thomas, 1911 | Сенегал, Гамбія, Гвінея, Гвінея-Бісау, Ліберія, Кот-д'Івуар | низький ризик                | -                            |               |   |
| 3                            | Grammomys caniceps                                 | Hutterer and Dieterlen, 1984 | північна Кенія, південне Сомалі | низький ризик                | -                            |               |   |
| 4                            | Grammomys cometes                                  | Thomas and Wroughton, 1908 | південь та схід ПАР, Свазіленд, Лесото, східне Зімбабве, центральний та південний Мозамбік | низький ризик                | -                            |               |   |
| 5                            | Grammomys dolichurus                               | Smuts, 1832 | східна Нігерія, Камерун, південний Чад, ЦАР, Південний Судан, південна Ефіопія, ДР Конго, Уганда, Кенія, Танзанія, Руанда, Бурунді, Габон, Республіка Конго, Екваторіальна Гвінея, Малаві, Замбія, східне Зімбабве, Мозамбік, північний схід ПАР, Ангола | низький ризик                | -                            |               |   |
| 6                            | Grammomys dryas                                    | Thomas, 1907 | Руанда, центральний схід ДР Конго, північно-західне Бурунді (ендемік) | низький ризик                | -                            |               |   |
| 7                            | Grammomys gigas                                    | Dollman, 1911 | центральна Кенія (ендемік) | під загрозою                 | -                            |               |   |
| 8                            | Grammomys ibeanus                                  | Osgood, 1910 | північно-східна Замбія, північне та центральне Малаві, Танзанія, Кенія, Уганда, Південний Судан | низький ризик                | -                            |               |   |
| 9                            | Grammomys kuru, syn. Thamnomys kuru                | Thomas and Wroughton, 1907 | південь ЦАР, ДР Конго (крім півдня), Республіка Конго, західна Уганда | -                            | -                            |               |   |
| 10                           | Grammomys macmillani                               | Wroughton, 1907 | Сьєрра-Леоне, Ліберія, ЦАР, Південний Судан, південна Ефіопія, північ ДР Конго, Кенія, Уганда, Танзанія, Малаві, Мозамбік, східне Зімбабве | низький ризик                | -                            |               |   |
| 11                           | Grammomys minnae                                   | Hutterer and Dieterlen, 1984 | південна Ефіопія (ендемік): південна Оромія | низький ризик                | -                            |               |   |
| 12                           | Grammomys poensis, syn. Thamnomys poensis          | Eisentraut, 1965 | східна Гвінея, Ліберія, Кот-д'Івуар, Гана, Того, Бенін, південна Нігерія, Камерун, Екваторіальна Гвінея (в тому числі Біоко), Габон, південь Республіки Конго, захід ДР Конго, північна Ангола | низький ризик                | -                            |               |   |
| 13                           | Grammomys polionops                                | (Osgood, 1910) | Ефіопія, Кенія, Танзанія | -                            | -                            |               |   |
| 14                           | Grammomys surdaster                                | (O. Thomas & Wroughton, 1908) | Демократична Республіка Конго, Ангола, Замбія, Зімбабве, Мозамбік, Кенія, Сомалі, Малаві, Руанда, Бурунді | -                            | -                            |               |   |
| Рід Hadromys                 |                                                    | | |                              |                              |               |   |
| 1                            | Hadromys humei                                     | Thomas, 1886 | північно-східна Індія (ендемік) | низький ризик                | -                            |               |   |
| 2                            | Hadromys yunnanensis                               | Yang and Wang, 1987 | Китай (ендемік): південний Юньнань | -                            | -                            |               |   |
| Рід Haeromys                 |                                                    | | |                              |                              |               |   |
| 1                            | Haeromys margarettae                               | Thomas, 1893 | Бруней, Малайзія (ендемік): Калімантан | уразливий                    | -                            |               |   |
| 2                            | Haeromys minahassae                                | Thomas, 1896 | Індонезія (ендемік): північне Сулавесі | низький ризик                | -                            |               |   |
| 3                            | Haeromys pusillus                                  | Thomas, 1896 | Калімантан, Палаван | уразливий                    | -                            |               |   |
| Рід Hapalomys                |                                                    | | |                              |                              |               |   |
| 1                            | Hapalomys delacouri                                | Thomas, 1927 | південний Китай, північний Лаос, північний та центральний В'єтнам | низький ризик                |                              |               |   |
| 2                            | Hapalomys longicaudatus                            | Blyth, 1859 | південно-західний Китай, південна та східна М'янма, Таїланд, материкова Малайзія | низький ризик                | -                            |               |   |
| 3                            | Hapalomys suntsovi                                 | Abramov, Balakirev, & Rozhnov, 2017 | В'єтнам | -                            | -                            |               |   |
| Рід Heimyscus                |                                                    | | |                              |                              |               |   |
| 1                            | Heimyscus fumosus                                  | Brosset, Dubost, and Heim de Balsac, 1965 | південно-західний Камерун, північно-східний Габон, північ Республіки Конго, південний захід ЦАР (ендемік) | низький ризик                | -                            |               |   |
| Рід Hybomys                  |                                                    | | |                              |                              |               |   |
| Підрід Hybomys               |                                                    | | |                              |                              |               |   |
| 1                            | Hybomys badius                                     | Osgood, 1936 | західний Камерун (ендемік) | під загрозою                 | -                            |               |   |
| 2                            | Hybomys basilii                                    | Eisentraut, 1965 | Екваторіальна Гвінея (ендемік): Біоко | низький ризик                | -                            |               |   |
| 3                            | Hybomys lunaris                                    | Thomas, 1906 | західна Уганда (ендемік) | низький ризик                | -                            |               |   |
| 4                            | Hybomys univittatus                                | Peters, 1876 | південно-східна Нігерія, Камерун, Екваторіальна Гвінея, Габон, Республіка Конго, південь ЦАР, ДР Конго, північно-західна Замбія, південна Уганда, західна Руанда | низький ризик                | -                            |               |   |
| Підрід Typomys               |                                                    | | |                              |                              |               |   |
| 1                            | Hybomys planifrons                                 | Miller, 1900 | північна і східна Сьєрра-Леоне, Ліберія, південна Гвінея (ендемік) | низький ризик                | -                            |               |   |
| 2                            | Hybomys trivirgatus                                | Temminck, 1853 | Сьєрра-Леоне, Ліберія, південна Гвінея, Кот-д'Івуар, Гана, Того, Бенін, південно-західна Нігерія | низький ризик                | -                            |               |   |
| Рід Hydromys                 |                                                    | | |                              |                              |               |   |
| 1                            | Hydromys chrysogaster                              | E. Geoffroy, 1804 | Австралія (крім центральної, але в тому числі дрібні прибережні острови), Тасманія, Нова Гвінея (в тому числі південно-західні острови Соломонового моря), Індонезія (острови Кай, Ару, Біак, Япен, Обі) | низький ризик                |                              |               |   |
| 2                            | Hydromys habbema                                   | Tate and Archbold, 1941 | Нова Гвінея (ендемік) | низький ризик                | -                            |               |   |
| 3                            | Hydromys hussoni                                   | Musser and Piik, 1982 | Нова Гвінея (ендемік) | низький ризик                | -                            |               |   |
| 4                            | Hydromys neobritannicus                            | Tate and Archbold, 1935 | Нова Британія (ендемік) | уразливий                    | -                            |               |   |
| 5                            | Hydromys shawmayeri                                | Hinton, 1943 | Папуа Нова Гвінея (ендемік): Нова Гвінея | уразливий                    | -                            |               |   |
| 6                            | Hydromys ziegleri                                  | Helgen, 2005 | Папуа Нова Гвінея (ендемік): Нова Гвінея | DD                           | -                            |               |   |
| Рід Hylomyscus               |                                                    | | |                              |                              |               |   |
| 1                            | Hylomyscus aeta                                    | Thomas, 1911 | Екваторіальна Гвінея (в тому числі Біоко), Камерун, Габон, ЦАР, Республіка Конго, ДР Конго, західна Уганда, північно-західне Бурунді | низький ризик                | -                            |               |   |
| 2                            | Hylomyscus alleni                                  | Waterhouse, 1837 | Екваторіальна Гвінея (в тому числі Біоко), Камерун, Габон, Гвінея, Сьєрра-Леоне, Ліберія, Кот-д'Івуар, Гана, Того, Бенін, Нігерія, Уганда, північно-західне Бурунді | низький ризик                | -                            |               |   |
| 3                            | Hylomyscus anselli                                 | Bishop, 1979 | Ангола, Танзанія, Замбія | низький ризик                | -                            |               |   |
| 4                            | Hylomyscus arcimontensis                           | Carleton & Stanley, 2005 | Танзанія, Малаві | низький ризик                | -                            |               |   |
| 5                            | Hylomyscus baeri                                   | Heim de Balsac and Aellen, 1965 | Сьєрра-Леоне, Кот-д'Івуар, Гана | низький ризик                | -                            |               |   |
| 6                            | Hylomyscus carillus                                | Thomas, 1904 | центрально-західна Ангола (ендемік) | низький ризик                | -                            |               |   |
| 7                            | Hylomyscus denniae                                 | Thomas, 1906 | центрально-західна Ангола, схід ДР Конго, Уганда, західна Руанда, Кенія, Танзанія, північно-східна Замбія | низький ризик                | -                            |               |   |
| 8                            | Hylomyscus endorobae                               | (Heller, 1910) | Кенія, Танзанія | низький ризик                | -                            |               |   |
| 9                            | Hylomyscus grandis                                 | Eisentraut, 1969 | західний Камерун (ендемік) | EN                           | -                            |               |   |
| 10                           | Hylomyscus heinrichorum                            | Rebecca A. Banasiak, William Stanley i Michael D. Carleton, 2015                                                                                                 | Ангола (ендемік) | -                            | -                            |               |   |
| 11                           | Hylomyscus kerbispeterhansi                        | Demos, Agwanda & Hickerson, 2014 | Кенія, Уганда? | -                            | -                            |               |   |
| 12                           | Hylomyscus mpungamachagorum                        | Demos, Hutterer i Kerbis Peterhans, 2020 | Танзанія (ендемік) | -                            | -                            |               |   |
| 13                           | Hylomyscus pamfi                                   | Nicolas, Olayemi, Wendelen & Colyn, 2010 | Бенін, Нігер, Того? | DD                           | -                            |               |   |
| 14                           | Hylomyscus parvus                                  | Brosset, Dubost, and Heim de Balsac, 1965 | північ та схід ДР Конго, південь ЦАР, північний Габон, південний Камерун, північ Республіки Конго | низький ризик                | -                            |               |   |
| 15                           | Hylomyscus pygmaeus                                | Demos, Hutterer i Kerbis Peterhans, 2020 | Демократична Республіка Конго (ендемік) | -                            | -                            |               |   |
| 16                           | Hylomyscus simus                                   | G. M. Allen & Coolidge, 1930 | Сьєрра-Леоне, Гвінея, Кот-д'Івуар, Гана | -                            | -                            |               |   |
| 17                           | Hylomyscus stanleyi                                | Demos, Hutterer i Kerbis Peterhans, 2020 | Танзанія (ендемік) | -                            | -                            |               |   |
| 18                           | Hylomyscus stella                                  | Thomas, 1911 | південна та південно-східна Нігерія, Габон, Екваторіальна Гвінея (без Біоко), Камерун, Республіка Конго, ЦАР, ДР Конго, Південний Судан, північна Ангола, Уганда, західна Кенія, північно-східна Танзанія, Бурунді, Руанда | низький ризик                | -                            |               |   |
| 19                           | Hylomyscus thornesmithae                           | Kerbis Peterhans, Hutterer, Demos, 2020 | Демократична Республіка Конго (ендемік) | -                            | -                            |               |   |
| 20                           | Hylomyscus vulcanorum                              | (Lönnberg & Gyldenstolpe, 1925) | Демократична Республіка Конго, Руанда, Бурунді, Уганда | -                            | -                            |               |   |
| 21                           | Hylomyscus walterverheyeni                         | (Nicolas, Wendelen, Barriere, Dudu & Colyn, 2008) | Республіка Конго, Габон, Центральноафриканська Республіка, Камерун | низький ризик                | -                            |               |   |
| Рід Hyomys                   |                                                    | | |                              |                              |               |   |
| 1                            | Hyomys dammermani                                  | Stein, 1933 | Нова Гвінея (ендемік) | низький ризик                | -                            |               |   |
| 2                            | Hyomys goliath                                     | Milne-Edwards, 1900 | Папуа Нова Гвінея (ендемік): Нова Гвінея | низький ризик                | -                            |               |   |
| Рід Kadarsanomys             |                                                    | | |                              |                              |               |   |
| 1                            | Kadarsanomys sodyi                                 | Bartels, 1937 | Індонезія (ендемік): Ява | низький ризик                | -                            |               |   |
| Рід Komodomys                |                                                    | | |                              |                              |               |   |
| 1                            | Komodomys rintjanus                                | Sody, 1941 | Індонезія (ендемік): острови Ринтья, Падар, Флорес | уразливий                    | -                            |               |   |
| Рід Lamottemys               |                                                    | | |                              |                              |               |   |
| 1                            | Lamottemys okuensis                                | F. Petter, 1986 | західний Камерун (ендемік) | під загрозою                 | -                            |               |   |
| Рід Leggadina                |                                                    | | |                              |                              |               |   |
| 1                            | Leggadina forresti                                 | Thomas, 1906 | Австралія (ендемік): західний Квінсленд, північний захід Нового Південного Уельсу, північ Південної Австралії, південь Північної Території, схід Західної Австралії | низький ризик                | -                            |               |   |
| 2                            | Leggadina lakedownensis                            | Watts, 1976 | Австралія (ендемік): центральний та північний Квінсленд, Північна Територія, Західна Австралія | низький ризик                | -                            |               |   |
| Рід Lemniscomys              |                                                    | | |                              |                              |               |   |
| 1                            | Lemniscomys barbarus                               | Linnaeus, 1766 | Марокко, Алжир, Туніс | потребує мінімальної турботи |                              |               |   |
| 2                            | Lemniscomys bellieri                               | Van der Straeten, 1975 | Гвінея, Сьєрра-Леоне, Кот-д'Івуар, Гана | -                            | -                            |               |   |
| 3                            | Lemniscomys griselda                               | Thomas, 1904 | Ангола, південний захід ДР Конго, західна Замбія | низький ризик                | -                            |               |   |
| 4                            | Lemniscomys hoogstraali                            | Dieterlen, 1991 | Південний Судан (ендемік) | -                            | -                            |               |   |
| 5                            | Lemniscomys linulus                                | Thomas, 1910 | Сенегал, Гамбія, Кот-д'Івуар, Гана | -                            | -                            |               |   |
| 6                            | Lemniscomys macculus                               | Thomas and Wroughton, 1910 | північний схід ДР Конго, Південний Судан, Ефіопія, Уганда, Кенія | низький ризик                | -                            |               |   |
| 7                            | Lemniscomys mittendorfi                            | Eisentraut, 1968 | західний Камерун (ендемік) | під загрозою                 | -                            |               |   |
| 8                            | Lemniscomys rosalia                                | Thomas, 1904 | північна Намібія, схід ПАР, Свазіленд, Зімбабве, центральна та північна Ботсвана, Мозамбік, Замбія, Малаві, Танзанія, південна Кенія | низький ризик                | -                            |               |   |
| 9                            | Lemniscomys roseveari                              | Van der Straeten, 1980 | центральна Замбія (ендемік) | низький ризик                | -                            |               |   |
| 10                           | Lemniscomys striatus                               | Linnaeus, 1758 | Гвінея, Гвінея-Бісау, Сьєрра-Леоне, Ліберія, Кот-д'Івуар, Гана, західна Буркіна-Фасо, Того, Бенін, Нігерія, Камерун, ЦАР, Південний Судан, схід ДР Конго, західна Ефіопія, північна Ангола, Кенія, Уганда, Руанда, Бурунді, Танзанія, північно-східна Замбія, північне Малаві | низький ризик                |                              |               |   |
| 11                           | Lemniscomys zebra                                  | Heuglin, 1864 | Сенегал, Гамбія, Гвінея, Гвінея-Бісау, південне Малі, Сьєрра-Леоне, Ліберія, Кот-д'Івуар, Гана, Буркіна-Фасо, Того, Бенін, Нігерія, Камерун, ЦАР, Південний Судан, західна Ефіопія, північна Уганда, західна Кенія, північна та центральна Танзанія | потребує мінімальної турботи | -                            |               |   |
| Рід Lenomys                  |                                                    | | |                              |                              |               |   |
| 1                            | Lenomys meyeri                                     | Jentink, 1879 | Індонезія (ендемік): Сулавесі (окрім південного сходу) | низький ризик                | -                            |               |   |
| 2                            | Lenomys grovesi                                    | Musser, 2015 | Індонезія (ендемік): Сулавесі | -                            | -                            |               |   |
| Рід Lenothrix                |                                                    | | |                              |                              |               |   |
| 1                            | Lenothrix canus                                    | Miller, 1903 | Малайзія, острови Туангку, Пенанг, Калімантан | низький ризик                | -                            |               |   |
| Рід Leopoldamys              |                                                    | | |                              |                              |               |   |
| 1                            | Leopoldamys ciliatus                               | Bonhote, 1900 | материкова Малайзія (ендемік) | -                            | -                            |               |   |
| 2                            | Leopoldamys diwangkarai                            | Maryanto & M. H. Sinaga, 2008 | Індонезія — Калімантан і Ява | DD                           | -                            |               |   |
| 3                            | Leopoldamys edwardsi                               | Thomas, 1882 | північно-східна Індія, північна М'янма, південний та центральний Китай, північний Лаос, північний та центральний В'єтнам, північний Таїланд | низький ризик                | -                            |               |   |
| 4                            | Leopoldamys hainanensis                            | (Xu Longhui & Yu Simian, 1985) | Хайнань, Китай | -                            | -                            |               |   |
| 5                            | Leopoldamys herberti                               | (Kloss, 1916) | Бангладеш, Індія, Китай, М'янма, Таїланд, Лаос, В'єтнам, Камбоджа | -                            | -                            |               |   |
| 6                            | Leopoldamys milleti                                | Robinson and Kloss, 1922 | південний В'єтнам (ендемік) | -                            | -                            |               |   |
| 7                            | Leopoldamys neilli                                 | J. T. Marshall, Jr., 1976 | північний та західний Таїланд (ендемік) | під загрозою                 | -                            |               |   |
| 8                            | Leopoldamys sabanus                                | Thomas, 1887 | південно-східний Бангладеш, північна М'янма, Таїланд, В'єтнам, Лаос, Камбоджа, материкова Малайзія, Суматра, Калімантан, Ява, острови моря Балі | низький ризик                | -                            |               |   |
| 9                            | Leopoldamys siporanus                              | Thomas, 1895 | Індонезія (ендемік): острови Сіберут, Сіпора, Пагаї | уразливий                    | -                            |               |   |
| Рід Leporillus               |                                                    | | |                              |                              |               |   |
| 1                            | Leporillus apicalis                                | Gould, 1853 | Австралія (ендемік): південь Північної Території, центр та південь Західної Австралії, Південна Австралія, захід Нового Південного Уельсу | вимерлий                     |                              |               |   |
| 2                            | Leporillus conditor                                | Sturt, 1848 | Австралія (ендемік): південний схід Західної Австралії, Південна Австралія, Новий Південний Уельс, північно-західна Вікторія, острови Нутс | під загрозою                 |                              |               |   |
| Рід Leptomys                 |                                                    | | |                              |                              |               |   |
| 1                            | Leptomys arfakensis                                | Musser, K. M. Helgen, & D. P. Lunde, 2008 | Індонезія (ендемік): Нова Гвінея | -                            | -                            |               |   |
| 2                            | Leptomys elegans                                   | Thomas, 1897 | Папуа Нова Гвінея (ендемік): Нова Гвінея | критично під загрозою        | -                            |               |   |
| 3                            | Leptomys ernstmayri                                | Rummler, 1932 | Нова Гвінея (ендемік) | низький ризик                | -                            |               |   |
| 4                            | Leptomys paulus                                    | Musser, K. M. Helgen, & D. P. Lunde, 2008 | Папуа Нова Гвінея (ендемік): Нова Гвінея | -                            | -                            |               |   |
| 5                            | Leptomys signatus                                  | Tate and Archbold, 1938 | Папуа Нова Гвінея (ендемік): Нова Гвінея | критично під загрозою        | -                            |               |   |
| Рід Limnomys                 |                                                    | | |                              |                              |               |   |
| 1                            | Limnomys bryophilus                                | Rickart, Heaney, and Tabaranza, 2003 | Філіппіни (ендемік): Мінданао | -                            | -                            |               |   |
| 2                            | Limnomys sibuanus                                  | Mearns, 1905 | Філіппіни (ендемік): Мінданао | низький ризик                | -                            |               |   |
| Рід Lorentzimys              |                                                    | | |                              |                              |               |   |
| 1                            | Lorentzimys nouhuysi                               | Jentink, 1911 | Нова Гвінея (ендемік): | низький ризик                | -                            |               |   |
| Рід Macruromys               |                                                    | | |                              |                              |               |   |
| 1                            | Macruromys elegans                                 | Stein, 1933 | Індонезія (ендемік): Нова Гвінея | критично під загрозою        | -                            |               |   |
| 2                            | Macruromys major                                   | Rümmler, 1935 | Нова Гвінея (ендемік) | під загрозою                 | -                            |               |   |
| Рід Madromys                 |                                                    | | |                              |                              |               |   |
| 1                            | Madromys blanfordi                                 | Thomas, 1881 | південна та центральна Індія, Шрі-Ланка | низький ризик                | -                            |               |   |
| Рід Malacomys                |                                                    | | |                              |                              |               |   |
| 1                            | Malacomys cansdalei                                | Ansell, 1958 | східна Ліберія, південний Кот-д'Івуар, південна Гана | низький ризик                | -                            |               |   |
| 2                            | Malacomys edwardsi                                 | Rochebrune, 1885 | Сьєрра-Леоне, Гвінея, Ліберія, південний Кот-д'Івуар, південна Гана, південна Того, південний Бенін, південна Нігерія | низький ризик                | -                            |               |   |
| 3                            | Malacomys longipes                                 | Milne-Edwards, 1877 | південно-східна Нігерія, центральний та південний Камерун, Екваторіальна Гвінея (в ому числі Біоко), Габон, Республіка Конго, південь ЦАР, ДР Конго, Південний Судан, Уганда, Руанда, північно-західна Замбія, північно-східна Ангола | низький ризик                | -                            |               |   |
| Рід Mallomys                 |                                                    | | |                              |                              |               |   |
| 1                            | Mallomys aroaensis                                 | De Vis, 1907 | Нова Гвінея (ендемік) | низький ризик                | -                            |               |   |
| 2                            | Mallomys gunung                                    | Flannery, Aplin, and Groves, 1989 | Індонезія (ендемік): Нова Гвінея | критично під загрозою        | -                            |               |   |
| 3                            | Mallomys istapantap                                | Flannery, Aplin, and Groves, 1989 | Нова Гвінея (ендемік) | низький ризик                | -                            |               |   |
| 4                            | Mallomys rothschildi                               | Thomas, 1898 | Нова Гвінея (ендемік) | низький ризик                | -                            |               |   |
| Рід Malpaisomys              |                                                    | | |                              |                              |               |   |
| 1                            | Malpaisomys insularis                              | Hutterer, Lopez-Martinez, and Michaux, 1988 | Канарські острови (ендемік) | вимерлий                     | -                            |               |   |
| Рід Mammelomys               |                                                    | | |                              |                              |               |   |
| 1                            | Mammelomys lanosus                                 | Thomas, 1922 | Нова Гвінея (ендемік) | низький ризик                | -                            |               |   |
| 2                            | Mammelomys rattoides                               | Thomas, 1922 | Нова Гвінея (ендемік) | низький ризик                | -                            |               |   |
| Рід Margaretamys             |                                                    | | |                              |                              |               |   |
| 1                            | Margaretamys beccarii                              | Jentink, 1880 | Індонезія (ендемік): північно-східне Сулавесі | низький ризик                | -                            |               |   |
| 2                            | Margaretamys christinae                            | Mortelliti, Castiglia, Amori, Maryanto & Musser, 2012 | Індонезія (ендемік): гірське північно-східне Сулавесі | -                            | -                            |               |   |
| 3                            | Margaretamys elegans                               | Musser, 1981 | Індонезія (ендемік): центральне Сулавесі | уразливий                    | -                            |               |   |
| 4                            | Margaretamys parvus                                | Musser, 1981 | Індонезія (ендемік): центральне Сулавесі | уразливий                    | -                            |               |   |
| Рід Mastacomys               |                                                    | | |                              |                              |               |   |
| 1                            | Mastacomys fuscus                                  | Thomas, 1882 | Австралія (ендемік): схід Нового Південного Уельсу, східна Вікторія, Тасманія, острів Кенгуру | -                            |                              |               |   |
| Рід Mastomys                 |                                                    | | |                              |                              |               |   |
| 1                            | Mastomys angolensis                                | (du Bocage, 1890) | Ангола (ендемік) | LC                           | -                            |               |   |
| 2                            | Mastomys awashensis                                | Lavrenchenko, Likhnova, and Baskevich, 1998 | північно-східна Ефіопія (ендемік) | -                            | -                            |               |   |
| 3                            | Mastomys coucha                                    | Smith, 1834 | ПАР, Лесото, Свазіленд, південне та західне Зімбабве, центральна Намібія, Ботсвана | низький ризик                |                              |               |   |
| 4                            | Mastomys erythroleucus                             | Temminck, 1853 | центрально-західне Марокко, Гамбія, Сенегал, Гвінея, Ліберія, Гвінея-Бісау, Гана, Сьєрра-Леоне, Кот-д'Івуар, Буркіна-Фасо, південне Малі, південний Нігер, південний Чад, Того, Бенін, Нігерія, Камерун, ЦАР, Південний Судан, Ефіопія, схід ДР Конго, Бурунді, західна Уганда, Руанда | низький ризик                | -                            |               |   |
| 5                            | Mastomys huberti                                   | Wroughton, 1909 | західна Мавританія, Сенегал, Гамбія, Малі, Буркіна-Фасо, південний Нігер, північний Бенін, північна Нігерія | -                            | -                            |               |   |
| 6                            | Mastomys kollmannspergeri                          | Petter, 1957 | східний Нігер, північно-східна Нігерія, північний Камерун, Чад, Південний Судан | низький ризик                | -                            |               |   |
| 7                            | Mastomys natalensis                                | Smith, 1834 | ПАР (ендемік) | низький ризик                | -                            |               |   |
| 8                            | Serengetimys pernanus                              | (Kershaw, 1921) | південно-західна Кенія, Руанда, північна Танзанія | -                            | -                            |               |   |
| 9                            | Mastomys shortridgei                               | St. Leger, 1933 | північно-західна Ботсвана, північно-східна Намібія, східна Ангола (ендемік) | низький ризик                | -                            |               |   |
| Рід Maxomys                  |                                                    | | |                              |                              |               |   |
| 1                            | Maxomys alticola                                   | Thomas, 1888 | північний Калімантан (ендемік) | під загрозою                 | -                            |               |   |
| 2                            | Maxomys baeodon                                    | Thomas, 1894 | північний Калімантан (ендемік) | під загрозою                 | -                            |               |   |
| 3                            | Maxomys bartelsii                                  | Jentink, 1910 | Індонезія (ендемік): західна та центральна Ява | низький ризик                | -                            |               |   |
| 4                            | Maxomys dollmani                                   | Ellerman, 1941 | Індонезія (ендемік): південно-східне Сулавесі | уразливий                    | -                            |               |   |
| 5                            | Maxomys hellwaldii                                 | Jentink, 1878 | Індонезія (ендемік): Сулавесі | низький ризик                | -                            |               |   |
| 6                            | Maxomys hylomyoides                                | Robinson and Kloss, 1916 | Індонезія (ендемік): західна суматра | низький ризик                | -                            |               |   |
| 7                            | Maxomys inas                                       | Bonhote, 1906 | материкова Малайзія (ендемік) | низький ризик                | -                            |               |   |
| 8                            | Maxomys inflatus                                   | Robinson and Kloss, 1916 | Індонезія (ендемік): західна Суматра | низький ризик                | -                            |               |   |
| 9                            | Maxomys moi                                        | Robinson and Kloss, 1922 | південний В'єтнам, південний Лаос | низький ризик                | -                            |               |   |
| 10                           | Maxomys musschenbroekii                            | Jentink, 1878 | Індонезія (ендемік): Сулавесі | низький ризик                | -                            |               |   |
| 11                           | Maxomys ochraceiventer                             | Thomas, 1894 | північний та східний Калімантан (ендемік) | низький ризик                | -                            |               |   |
| 12                           | Maxomys pagensis                                   | Miller, 1903 | Індонезія (ендемік): острови Сіберут, Пагаї, Сіпора | низький ризик                | -                            |               |   |
| 13                           | Maxomys panglima                                   | Robinson, 1921 | Філіппіни (ендемік): острови Балабак, Палаван, Бусуанга, Калауїт, Куліон | низький ризик                | -                            |               |   |
| 14                           | Maxomys rajah                                      | Thomas, 1894 | південний Таїланд, Малайзія, острови Ріау, Суматра, Калімантан | низький ризик                | -                            |               |   |
| 15                           | Maxomys surifer                                    | Miller, 1900 | південна М'янма, Таїланд, Лаос, Камбоджа, В'єтнам, південний Китай, Малайзія, Калімантан, Суматра, Ява | низький ризик                |                              |               |   |
| 16                           | Maxomys tajuddinii                                 | Achmadi, Maryanto & Maharadatunkamsi, 2012 | Малайзія й Індонезія | низький ризик                | -                            |               |   |
| 17                           | Maxomys wattsi                                     | Musser, 1991 | Індонезія (ендемік): центральне Сулавесі | під загрозою                 | -                            |               |   |
| 18                           | Maxomys whiteheadi                                 | Thomas, 1894 | південний Таїланд, Малайзія, Калімантан, Суматра | низький ризик                | -                            |               |   |
| Рід Melasmothrix             |                                                    | | |                              |                              |               |   |
| 1                            | Melasmothrix naso                                  | Miller and Hollister, 1921 | Індонезія (ендемік): Сулавесі | під загрозою                 | -                            |               |   |
| Рід Melomys                  |                                                    | | |                              |                              |               |   |
| 1                            | Melomys aerosus                                    | Thomas, 1920 | Індонезія (ендемік): Серам | низький ризик                | -                            |               |   |
| 2                            | Melomys arcium                                     | Thomas, 1913 | Папуа Нова Гвінея (ендемік): острів Россел | -                            | -                            |               |   |
| 3                            | Melomys bannisteri                                 | Kitchener and Maryanto, 1993 | Індонезія (ендемік): острови Серам, Кай, Ару | -                            | -                            |               |   |
| 4                            | Melomys bougainville                               | Troughton, 1936 | Соломонові Острови (ендемік): острови Шуазель, Бука, Бугенвіль | низький ризик                | -                            |               |   |
| 5                            | Melomys burtoni                                    | Ramsay, 1887 | південний центр Нової Гвінеї, Австралія (ендемік): південно-східне, північне та східне узбережжя | низький ризик                | -                            |               |   |
| 6                            | Melomys capensis                                   | Tate, 1951 | Австралія (ендемік): Квінсленд | низький ризик                | -                            |               |   |
| 7                            | Melomys caurinus                                   | Thomas, 1921 | Індонезія (ендемік): острови Талауд | -                            | -                            |               |   |
| 8                            | Melomys cervinipes                                 | Gould, 1852 | східна Австралія (ендемік) | низький ризик                |                              |               |   |
| 9                            | Melomys cooperae                                   | Kitchener, in Kitchener and Maryanto, 1995 | Індонезія (ендемік): острів Ямдена | -                            | -                            |               |   |
| 10                           | Melomys dollmani                                   | Rümmler, 1935 | Папуа Нова Гвінея (ендемік) | -                            | -                            |               |   |
| 11                           | Melomys fraterculus                                | Thomas, 1920 | Індонезія (ендемік): Серам | низький ризик                | -                            |               |   |
| 12                           | Melomys frigicola                                  | Tate, 1951 | Індонезія (ендемік): Нова Гвінея | -                            | -                            |               |   |
| 13                           | Melomys fulgens                                    | Thomas, 1920 | Індонезія (ендемік): Серам | -                            | -                            |               |   |
| 14                           | Melomys howi                                       | Kitchener, in Kitchener and Suyanto, 1996 | Індонезія (ендемік): острови Танімбар | -                            | -                            |               |   |
| 15                           | Melomys leucogaster                                | Jentink, 1908 | Нова Гвінея (ендемік) | низький ризик                | -                            |               |   |
| 16                           | Melomys lutillus                                   | Thomas, 1913 | Папуа Нова Гвінея (ендемік) | -                            | -                            |               |   |
| 17                           | Melomys matambuai                                  | Flannery, Colgan, and Trimble, 1994 | Папуа Нова Гвінея (ендемік): острів Манус | -                            | -                            |               |   |
| 18                           | Melomys obiensis                                   | Thomas, 1911 | Індонезія (ендемік): острови Обі, Біса, південна Хальмахера | низький ризик                | -                            |               |   |
| 19                           | Melomys paveli                                     | Helgen, 2003 | Індонезія (ендемік): Серам | -                            | -                            |               |   |
| 20                           | Melomys rubicola                                   | Thomas, 1924 | Австралія (ендемік): північ Великого бар'єрного рифу | критично під загрозою        | -                            |               |   |
| 21                           | Melomys rufescens                                  | Alston, 1877 | острови Нова Гвінея, Нова Британія, Нова Ірландія, Міоко, Ламасса, Луїзіада, Япен, Вайгео, Салаваті, Ару | низький ризик                |                              |               |   |
| 22                           | Melomys spechti                                    | Flannery and Wickler, 1990 | Соломонові Острови (ендемік): острів Бука | -                            | -                            |               |   |
| 23                           | Melomys talaudium                                  | Thomas, 1921 | Індонезія (ендемік): острови Талауд | -                            | -                            |               |   |
| Рід Mesembriomys             |                                                    | | |                              |                              |               |   |
| 1                            | Mesembriomys gouldii                               | Gray, 1843 | Австралія (ендемік): північ Західної Австралії, північ Північної Території, північний Квінсленд, острови Мелвілл та Батерст | низький ризик                |                              |               |   |
| 2                            | Mesembriomys macrurus                              | Peters, 1876 | Австралія (ендемік): Західна Австралія, північ Північної Території | уразливий                    | -                            |               |   |
| Рід Micaelamys               |                                                    | | |                              |                              |               |   |
| 1                            | Micaelamys granti                                  | Wroughton, 1908 | ПАР (ендемік): південь та центр | потребує мінімальної турботи | -                            |               |   |
| 2                            | Micaelamys namaquensis                             | A. Smith, 1834 | східна Ангола, ПАР, Лесото, Свазіленд, Ботсвана, Зімбабве, південний та центральний Мозамбік, південне Малаві, південно-східна Замбія | низький ризик                | -                            |               |   |
| Рід Microhydromys            |                                                    | | |                              |                              |               |   |
| 1                            | Microhydromys argenteus                            | Helgen, Leary, & Aplin, 2010 | Папуа Нова Гвінея (ендемік): о. Нова Гвінея | DD                           | -                            |               |   |
| 2                            | Pseudohydromys musseri, syn. Microhydromys musseri | Flannery, 1989 | Папуа Нова Гвінея (ендемік): Західний Сепік | низький ризик                | -                            |               |   |
| 3                            | Microhydromys richardsoni                          | Tate and Archbold, 1941 | Нова Гвінея (ендемік) | низький ризик                | -                            |               |   |
| Рід Micromys (Миші-крихітки) |                                                    | | |                              |                              |               |   |
| 1                            | Micromys erythrotis                                | (Blyth, 1856) | Китай, Тайвань, Індія, М'янма, Лаос, В'єтнам | -                            | -                            |               |   |
| 2                            | Micromys minutus (Миша-крихітка)                   | Pallas, 1771 | Європа (окрім Португалії, Іспанії (але є на північному заході), Альп, Італії та Скандинавії), Росія до Примор'я (не північніше 65°), Корея, Північний Кавказ, північний Казахстан, Монголія, Китай (окрім Тибету та центра), північно-західний В'єтнам, північна М'янма, північно-східна Індія, Японія, Тайвань | низький ризик                |                              |               |   |
| 3                            | Micromys pygmaeus                                  | (A. Milne-Edwards, 1872) | Китай, Індія, М'янма | -                            | -                            |               |   |
| Рід Millardia                |                                                    | | |                              |                              |               |   |
| 1                            | Millardia gleadowi                                 | Murray, 1885 | південний та центральний Пакистан, північно-західна Індія (ендемік) | низький ризик                | -                            |               |   |
| 2                            | Millardia kathleenae                               | Thomas, 1914 | центральна М'янма (ендемік) | низький ризик                | -                            |               |   |
| 3                            | Millardia kondana                                  | Mishra and Dhanda, 1975 | Індія (ендемік): штат Махараштра | під загрозою                 | -                            |               |   |
| 4                            | Millardia meltada                                  | Gray, 1837 | Індія, Шрі-Ланка, східний Пакистан, Непал | низький ризик                | -                            |               |   |
| Рід Mus (Миша)               |                                                    | | |                              |                              |               |   |
| Підрід Coelomys              |                                                    | | |                              |                              |               |   |
| 1                            | Mus crociduroides                                  | Robinson and Kloss, 1916 | Індонезія (ендемік): західна Суматра | низький ризик                | -                            |               |   |
| 2                            | Mus mayori                                         | Thomas, 1915 | Шрі-Ланка (ендемік) | низький ризик                | -                            |               |   |
| 3                            | Mus pahari                                         | Gray, 1837 | північно-східна Індія, Бутан, північна М'янма, південний Китай, Таїланд, Камбоджа, Лаос, В'єтнам | низький ризик                | -                            |               |   |
| 4                            | Mus vulcani                                        | Robinson and Kloss, 1919 | Індонезія (ендемік): західна Ява | низький ризик                | -                            |               |   |
| Підрід Mus                   |                                                    | | |                              |                              |               |   |
| 1                            | Mus booduga                                        | Gray, 1837 | Індія, Шрі-Ланка, Бангладеш, південний Непал, центральна М'янма, Пакистан | низький ризик                | -                            |               |   |
| 2                            | Mus caroli                                         | Bonhote, 1902 | південний Китай, Тайвань, Рюкю, В'єтнам, Лаос, Камбоджа, Таїланд, материкова Малайзія, острови Суматра, Ява, Мадура, Флорес | низький ризик                | -                            |               |   |
| 3                            | Mus cervicolor                                     | Hodgson, 1845 | північна Індія, Бангладеш, Бутан, Непал, М'янма, Таїланд, Лаос, Камбоджа, В'єтнам, південний Китай, Суматра, Ява, Нікобарські острови | низький ризик                | -                            |               |   |
| 4                            | Mus cookii                                         | Ryley, 1914 | Індія, Бангладеш, Непал, Бутан, М'янма, південний Китай, північний та центральний Таїланд, Лаос, В'єтнам | низький ризик                | -                            |               |   |
| 5                            | Mus cypriacus                                      | Cucchi et al., 2006 | Ендемік о. Кіпр | низький ризик                | -                            |               |   |
| 6                            | Mus famulus                                        | Gray, 1837 | південно-західна Індія (ендемік) | під загрозою                 | -                            |               |   |
| 7                            | Mus fragilicauda                                   | Auffray, Orth, Catalan, Gonzalez, Desmarais, and Bonhomme, 2003                                                                                                  | південно-центральний Таїланд (ендемік) | -                            | -                            |               |   |
| 8                            | Mus imberbis                                       | Rüppell, 1842 | Ефіопія (ендемік) | уразливий                    | -                            |               |   |
| 9                            | Mus lepidoides                                     | Fry, 1931 | М'янма (ендемік) | -                            | -                            |               |   |
| 10                           | Mus macedonicus                                    | Petrov and Ruzic, 1983 | Північна Македонія, Болгарія, Греція, Егейські острови, Туреччина, Закавказзя, північний та західний Іран, Сирія, Йорданія, Ліван, Ізраїль, Кіпр | низький ризик                | -                            |               |   |
| 11                           | Mus musculus (Миша хатня)                          | Linnaeus, 1758 | повсюди, супроводжуючи людину (окрім Антарктиди) | низький ризик                |                              |               |   |
| 12                           | Mus nitidulus                                      | Blyth, 1859 | М'янма (ендемік) | -                            | -                            |               |   |
| 13                           | Mus spicilegus (Миша курганцева)                   | Petényi, 1882 | східна Австрія, південна Словаччина, Угорщина, Румунія, Сербія, Чорногорія, Албанія, північно-західна Греція, північна Болгарія, Молдова, південна Україна | низький ризик                | -                            |               |   |
| 14                           | Mus spretus                                        | Gray, 1837 | південна Франція, Іспанія, Португалія, Балеарські острови, Марокко, Алжир, Туніс, Лівія | низький ризик                | -                            |               |   |
| 15                           | Mus terricolor                                     | Gray, 1837 | Індія, Бангладеш, Непал, Пакистан, північна Суматра | низький ризик                | -                            |               |   |
| Підрід Nannomys              |                                                    | | |                              |                              |               |   |
| 1                            | Mus baoulei                                        | Vermeiren and Verheyen, 1980 | Кот-д'Івуар, східна Гвінея (ендемік) | низький ризик                | -                            |               |   |
| 2                            | Mus bufo                                           | Thomas, 1906 | північний схід ДР Конго, Уганда, Руанда, Бурунді (ендемік) | низький ризик                | -                            |               |   |
| 3                            | Mus callewaerti                                    | Thomas, 1925 | північно-східна та центральна Ангола, південь та захід ДР Конго (ендемік) | низький ризик                | -                            |               |   |
| 4                            | Mus goundae                                        | F. Petter and Genest, 1970 | ЦАР (ендемік) | уразливий                    | -                            |               |   |
| 5                            | Mus harennensis                                    | Lavrenchenko & Bryja, 2022 | Ефіопія (ендемік) | -                            | -                            |               |   |
| 6                            | Mus haussa                                         | Thomas and Hinton, 1920 | західна Мавританія, Сенегал, Гамбія, південне Малі, Кот-д'Івуар, Буркіна-Фасо, Гана, південний Нігер, Того, Бенін, північна Нігерія | низький ризик                | -                            |               |   |
| 7                            | Mus indutus                                        | Thomas, 1910 | північ ПАР, західне Зімбабве, Ботсвана, центральна та північна Намібія | низький ризик                | -                            |               |   |
| 8                            | Mus mahomet                                        | Rhoads, 1896 | Ефіопія, Уганда, Кенія | низький ризик                | -                            |               |   |
| 9                            | Mus mattheyi                                       | F. Petter, 1969 | Гана (ендемік) | -                            |                              |               |   |
| 10                           | Mus minutoides                                     | Smith, 1834 | Зімбабве, південний та центральний Мозамбік, схід та південь ПАР, Свазіленд, Лесото | низький ризик                | -                            |               |   |
| 11                           | Mus musculoides                                    | Temminck, 1853 | регіон Судан, Ефіопія, Еритрея, Джибуті, Сомалі | критично під загрозою        |                              |               |   |
| 12                           | Mus neavei                                         | Thomas, 1910 | південний схід ДР Конго, східна Замбія, південне Зімбабве, північ ПАР, західний Мозамбік, південна Танзанія, Малаві | низький ризик                | -                            |               |   |
| 13                           | Mus orangiae                                       | Roberts, 1926 | ПАР (ендемік): штат Вільна держава | потребує мінімальної турботи | -                            |               |   |
| 14                           | Mus oubanguii                                      | F. Petter and Genest, 1970 | ЦАР (ендемік) | уразливий                    | -                            |               |   |
| 15                           | Mus setulosus                                      | Peters, 1876 | Сенегал, Гвінея, Гамбія, Гвінея-Бісау, Сьєрра-Леоне, Ліберія, Кот-д'Івуар, Гана, Того, Бенін, Нігерія, південний Чад, Камерун, Габон, ЦАР, північ ДР Конго, Південний Судан, південна та центрально-західна Ефіопія, північна Уганда, західна Кенія | низький ризик                | -                            |               |   |
| 16                           | Mus setzeri                                        | F. Petter, 1978 | північно-східна Намібія, Ботсвана, західна Замбія | низький ризик                | -                            |               |   |
| 17                           | Mus sorella                                        | Thomas, 1909 | східний Камерун, захід ЦАР, північ Республіки Конго, північ, схід та південь ДР Конго, Уганда, Кенія, північна Танзанія | низький ризик                | -                            |               |   |
| 18                           | Mus tenellus                                       | Thomas, 1903 | Південний Судан, південна Ефіопія, південне Сомалі, Кенія, північна та центральна Танзанія | низький ризик                | -                            |               |   |
| 19                           | Mus triton                                         | Thomas, 1909 | північ та схід ДР Конго, Уганда, Кенія, південна Ефіопія, Танзанія, Малаві, північно-західний Мозамбік, Замбія, центральна та північно-східна Ангола | низький ризик                | -                            |               |   |
| Підрід Pyromys               |                                                    | | |                              |                              |               |   |
| 1                            | Mus fernandoni                                     | Phillips, 1932 | Шрі-Ланка (ендемік) | низький ризик                | -                            |               |   |
| 2                            | Mus phillipsi                                      | Wroughton, 1912 | південна та центрально-західна Індія (ендемік) | низький ризик                | -                            |               |   |
| 3                            | Mus platythrix                                     | Bennett, 1832 | Індостан (ендемік) | низький ризик                | -                            |               |   |
| 4                            | Mus saxicola                                       | Elliot, 1839 | Індія, південний Непал, південний Пакистан | низький ризик                | -                            |               |   |
| 5                            | Mus shortridgei                                    | Thomas, 1914 | М'янма, Таїланд, південно-західна Камбоджа, північний Лаос, північний В'єтнам | низький ризик                | -                            |               |   |
| Рід Mylomys                  |                                                    | | |                              |                              |               |   |
| 1                            | Mylomys dybowskii                                  | Pousargues, 1893 | східна Гвінея, Кот-д'Івуар, Гана, південний Камерун, Республіка Конго, ЦАР, ДР Конго (окрім півдня), Руанда, Бурунді, Танзанія, Кенія, Уганда, Південний Судан | низький ризик                | -                            |               |   |
| 2                            | Mylomys rex                                        | Thomas, 1906 | центральна Ефіопія (ендемік) | -                            | -                            |               |   |
| Рід Myomyscus                | Рід Myomyscus                                      | Рід Myomyscus | Рід Myomyscus | Рід Myomyscus                | Рід Myomyscus                | Рід Myomyscus | - |
| 1                            | Myomyscus brockmani                                | Thomas, 1908 | північна та центрально-східна Танзанія, Кенія, північна Уганда, Сомалі, південно-східна Ефіопія, Південний Судан | -                            | -                            |               |   |
| 2                            | Myomyscus verreauxii                               | Smith, 1834 | захід ПАР (ендемік) | потребує мінімальної турботи | -                            |               |   |
| 3                            | Myomyscus yemeni                                   | Sanborn and Hoogstraal, 1953 | північний Ємен, південний захід Саудівської Аравії | низький ризик                | -                            |               |   |
| Рід Nesokia                  |                                                    | | |                              |                              |               |   |
| 1                            | Nesokia bunnii                                     | Khajuria, 1981 | південно-східний Ірак (ендемік) | низький ризик                | -                            |               |   |
| 2                            | Nesokia indica                                     | Gray, 1830 | Бангладеш, центральна та північна Індія, Пакистан, Афганістан, Іран, Ірак, Сирія, Ліван, Саудівська Аравія, Кувейт, Ізраїль, Йорданія, північно-східний Єгипет, північно-західний Китай, Таджикистан, Узбекистан, Туркменістан | низький ризик                |                              |               |   |
| Рід Nesoromys                |                                                    | | |                              |                              |               |   |
| 1                            | Nesoromys ceramicus, syn. Rattus ceramicus         | Thomas, 1920 | Індонезія (ендемік): Серам | низький ризик                | -                            |               |   |
| Рід Niviventer               |                                                    | | |                              |                              |               |   |
| 1                            | Niviventer andersoni                               | Thomas, 1911 | південно-західний Китай (ендемік) | низький ризик                | -                            |               |   |
| 2                            | Niviventer brahma                                  | Thomas, 1914 | північно-східна Індія, північна М'янма, південно-західний Китай | низький ризик                | -                            |               |   |
| 3                            | Niviventer bukit                                   | (Bonhote, 1903) | Китай, Лаос, В'єтнам, Таїланд, Малайзія, Індонезія | -                            | -                            |               |   |
| 4                            | Niviventer cameroni                                | Chasen, 1940 | материкова Малайзія (ендемік) | -                            | -                            |               |   |
| 5                            | Niviventer confucianus                             | Milne-Edwards, 1871 | північна М'янма, Китай (окрім заходу та півночі), північно-західний Таїланд, північно-західний В'єтнам, північний Лаос | низький ризик                | -                            |               |   |
| 6                            | Niviventer coninga                                 | Swinhoe, 1864 | Тайвань (ендемік) | низький ризик                | -                            |               |   |
| 7                            | Niviventer cremoriventer                           | Miller, 1900 | південний Таїланд, Малайзія, острови Мергуї, Анамбас, Суматра, Ніас, Біллітон, Банка, Калімантан, Ява, Балі | низький ризик                |                              |               |   |
| 8                            | Niviventer culturatus                              | Thomas, 1917 | Тайвань (ендемік) | низький ризик                | -                            |               |   |
| 9                            | Niviventer eha                                     | Wroughton, 1916 | східний та центральний Непал, північно-східна Індія, Бутан, Бангладеш, північна М'янма | низький ризик                | -                            |               |   |
| 10                           | Niviventer excelsior                               | Thomas, 1911 | південно-західний Китай (ендемік) | низький ризик                | -                            |               |   |
| 11                           | Niviventer fengi                                   | Ge, Feijó and Yang, 2021 | Китай (ендемік) | -                            | -                            |               |   |
| 12                           | Niviventer fraternus                               | Robinson and Kloss, 1916 | західна Суматра (ендемік) | -                            | -                            |               |   |
| 13                           | Niviventer fulvescens                              | Gray, 1847 | північна Індія, Непал, північний Пакистан, Бангладеш, Бутан, південний Китай, Індокитай, Суматра, Ява, Балі | низький ризик                | -                            |               |   |
| 14                           | Niviventer gladiusmaculus                          | Deyan, Liang, Lin, Yuanbao, Zhixin, Jilong, Abramov & Qisen, 2018                                                                                                | Тибет (tyltvsr) | -                            | -                            |               |   |
| 15                           | Niviventer hinpoon                                 | J. T. Marshall, Jr., 1976 | східний Таїланд (ендемік) | низький ризик                | -                            |               |   |
| 16                           | Niviventer huang                                   | (Bonhote, 1905) | Rbnfq (ендемік) | -                            | -                            |               |   |
| 17                           | Niviventer langbianis                              | Robinson and Kloss, 1922 | Індокитай (окрім Малайзії), північно-східна Індія, М'янма | низький ризик                | -                            |               |   |
| 18                           | Niviventer lepturus                                | Jentink, 1879 | Індонезія (ендемік): західна та центральна Ява | низький ризик                | -                            |               |   |
| 19                           | Niviventer lotipes                                 | (G. M. Allen, 1926) | Китай (ендемік) | -                            | -                            |               |   |
| 20                           | Niviventer mekongis                                | (H. C. Robinson & Kloss, 1922) | Китай, В'єтнам, Лаос | -                            | -                            |               |   |
| 21                           | Niviventer niviventer                              | Hodgson, 1836 | північний Пакистан, північно-західна та північно-східна Індія, Непал, Бутан, північний Бангладеш | низький ризик                | -                            |               |   |
| 22                           | Niviventer pianmaensis                             | Li Song & Yang Junxing, 2009 | Юньнань, Китай | -                            | -                            |               |   |
| 23                           | Niviventer rapit                                   | Bonhote, 1903 | Калімантан (ендемік) | низький ризик                | -                            |               |   |
| 24                           | Niviventer sacer                                   | (O. Thomas, 1908) | Китай (ендемік) | -                            | -                            |               |   |
| 25                           | Niviventer tenaster                                | Thomas, 1916 | центрально-західна та південна М'янма, північно-західний Таїланд, західна та південна Камбоджа, Лаос, В'єтнам, південно-західний Китай, Хайнань | низький ризик                | -                            |               |   |
| Рід Notomys                  |                                                    | | |                              |                              |               |   |
| 1                            | Notomys alexis                                     | Thomas, 1922 | Австралія (ендемік): Західна Австралія, Північна Територія, Південна Австралія, західний Квінсленд | низький ризик                | -                            |               |   |
| 2                            | Notomys amplus                                     | Brazenor, 1936 | Австралія (ендемік): північ Південної Австралії, південь Північної Території | вимерлий                     | -                            |               |   |
| 3                            | Notomys aquilo                                     | Thomas, 1921 | Австралія (ендемік): північний Квінсленд, північ Північної Території | низький ризик                | -                            |               |   |
| 4                            | Notomys cervinus                                   | Gould, 1851 | Австралія (ендемік): південно-західний Квінсленд, північний захід Нового Південного Уельсу, Південна Австралія, південь Північної Території | низький ризик                |                              |               |   |
| 5                            | Notomys fuscus                                     | Jones, 1925 | Австралія (ендемік): південний схід Західної Австралії, південно-західний Квінсленд, Південна Австралія, південь Північної Території | уразливий                    | -                            |               |   |
| 6                            | Notomys longicaudatus                              | Gould, 1844 | Австралія (ендемік): Західна Австралія, Північна Територія | вимерлий                     | -                            |               |   |
| 7                            | Notomys macrotis                                   | Thomas, 1921 | Австралія (ендемік): Західна Австралія | вимерлий                     | -                            |               |   |
| 8                            | Notomys mitchellii                                 | Ogilby, 1838 | Австралія (ендемік): південь Західної Австралії, південь Південної Австралії, західна Вікторія | низький ризик                |                              |               |   |
| 9                            | Notomys mordax                                     | Thomas, 1922 | Австралія (ендемік): південно-східний Квінсленд | вимерлий                     | -                            |               |   |
| 10                           | Notomys robustus                                   | Mahoney, Smith and Medlin, 2008 | Південна Австралія (ендемік) | вимерлий                     | -                            |               |   |
| Рід Oenomys                  |                                                    | | |                              |                              |               |   |
| 1                            | Oenomys hypoxanthus                                | Pucheran, 1855 | південна Нігерія, південний та центральний Камерун, ЦАР, Республіка Конго, Габон, Екваторіальна Гвінея, ДР Конго, Руанда, Бурунді, Південний Судан, південно-західна Ефіопія, західна та північно-східна Ангола | -                            | -                            |               |   |
| 2                            | Oenomys ornatus                                    | Thomas, 1911 | південно-східна Гвінея, східна Сьєрра-Леоне, південна Гана, Кот-д'Івуар, Ліберія | низький ризик                | -                            |               |   |
| Рід Palawanomys              |                                                    | | |                              |                              |               |   |
| 1                            | Palawanomys furvus                                 | Musser and Newcomb, 1983 | Філіппіни (ендемік): Палаван | під загрозою                 | -                            |               |   |
| Рід Papagomys                |                                                    | | |                              |                              |               |   |
| 1                            | Papagomys armandvillei                             | Jentink, 1892 | Індонезія (ендемік): Флорес | уразливий                    | -                            |               |   |
| 2                            | Papagomys theodorverhoeveni                        | Musser, 1981 | Індонезія (ендемік): Флорес | вимерлий                     | -                            |               |   |
| Рід Parahydromys             |                                                    | | |                              |                              |               |   |
| 1                            | Parahydromys asper                                 | Thomas, 1906 | Нова Гвінея (ендемік) | низький ризик                | -                            |               |   |
| Рід Paraleptomys             |                                                    | | |                              |                              |               |   |
| 1                            | Paraleptomys rufilatus                             | Osgood, 1945 | Нова Гвінея (ендемік) | низький ризик                | -                            |               |   |
| 2                            | Paraleptomys wilhelmina                            | Tate and Archbold, 1941 | Нова Гвінея (ендемік) | уразливий                    | -                            |               |   |
| Рід Paramelomys              |                                                    | | |                              |                              |               |   |
| 1                            | Paramelomys gressitti                              | Menzies, 1996 | Папуа Нова Гвінея (ендемік): провінція Моробе | -                            | -                            |               |   |
| 2                            | Paramelomys levipes                                | Thomas, 1897 | Папуа Нова Гвінея (ендемік): провінція Центральна | низький ризик                | -                            |               |   |
| 3                            | Paramelomys lorentzii                              | Jentink, 1908 | Індонезія (ендемік): Нова Гвінея | низький ризик                | -                            |               |   |
| 4                            | Paramelomys mollis                                 | Thomas, 1913 | Нова Гвінея (ендемік) | низький ризик                | -                            |               |   |
| 5                            | Paramelomys moncktoni                              | Thomas, 1904 | Нова Гвінея (ендемік, в тому числі острови Япен та Сідея) | низький ризик                | -                            |               |   |
| 6                            | Paramelomys naso                                   | Thomas, 1911 | Індонезія (ендемік): Нова Гвінея, Ару | -                            | -                            |               |   |
| 7                            | Paramelomys platyops                               | Thomas, 1906 | Нова Гвінея (ендемік, в тому числі острови Япен, Біак, Нова Британія, д'Антркасто) | низький ризик                | -                            |               |   |
| 8                            | Paramelomys rubex                                  | Thomas, 1922 | Нова Гвінея (ендемік) | низький ризик                | -                            |               |   |
| 9                            | Paramelomys steini                                 | Rümmler, 1935 | Індонезія (ендемік): Нова Гвінея | -                            | -                            |               |   |
| Рід Paruromys                |                                                    | | |                              |                              |               |   |
| 1                            | Paruromys dominator, syn. Taeromys dominator       | Thomas, 1921 | Індонезія (ендемік): Сулавесі | під загрозою                 | -                            |               |   |
| Рід Paulamys                 |                                                    | | |                              |                              |               |   |
| 1                            | Paulamys naso                                      | Musser, 1981 | Індонезія (ендемік): Флорес | вимерлий                     | -                            |               |   |
| Рід Pelomys                  |                                                    | | |                              |                              |               |   |
| 1                            | Pelomys campanae                                   | Huet, 1888 | західна Ангола, захід ДР Конго (ендемік) | низький ризик                | -                            |               |   |
| 2                            | Pelomys fallax                                     | Peters, 1852 | південна Кенія, південно-західна Уганда, Танзанія, схід та південь ДР Конго, Руанда, Бурунді, Ангола, Замбія, Малаві, Мозамбік, східне та північно-західне Зімбабве, північна Ботсвана, північно-східна Намібія | низький ризик                | -                            |               |   |
| 3                            | Pelomys hopkinsi                                   | Hayman, 1955 | Руанда, Уганда, південно-західна Кенія (ендемік) | уразливий                    | -                            |               |   |
| 4                            | Pelomys isseli                                     | de Beaux, 1924 | Уганда (ендемік) | уразливий                    | -                            |               |   |
| 5                            | Pelomys minor                                      | Cabrera and Ruxton, 1926 | північно-східна Ангола, північно-західна Замбія, схід та південь ДР Конго, західна Танзанія | низький ризик                | -                            |               |   |
| Рід Phloeomys                |                                                    | | |                              |                              |               |   |
| 1                            | Phloeomys cumingi                                  | Waterhouse, 1839 | Філіппіни (ендемік): південний Лусон, Маріндуке, Катандуанес | уразливий                    |                              |               |   |
| 2                            | Phloeomys pallidus                                 | Nehring, 1890 | Філіппіни (ендемік): північний та центральний Лусон | низький ризик                |                              |               |   |
| Рід Pithecheir               |                                                    | | |                              |                              |               |   |
| 1                            | Pithecheir melanurus                               | Lesson, 1840 | Індонезія (ендемік): Ява | низький ризик                | -                            |               |   |
| 2                            | Pithecheir parvus                                  | Kloss, 1916 | материкова Малайзія (ендемік) | низький ризик                | -                            |               |   |
| Рід Pithecheirops            |                                                    | | |                              |                              |               |   |
| 1                            | Pithecheirops otion                                | Emmons, 1993 | Малайзія (ендемік): Калімантан | -                            | -                            |               |   |
| Рід Pogonomelomys            |                                                    | | |                              |                              |               |   |
| 1                            | Pogonomelomys brassi                               | Tate & Archbold, 1941 | Індонезія та Папуа Нової Гвінея | низький ризик                | -                            |               |   |
| 2                            | Pogonomelomys bruijni                              | Peters and Doria, 1876 | Нова Гвінея (ендемік) | критично під загрозою        | -                            |               |   |
| 3                            | Pogonomelomys mayeri                               | Rothschild and Dollman, 1932 | Нова Гвінея (ендемік) | низький ризик                | -                            |               |   |
| Рід Pogonomys                |                                                    | | |                              |                              |               |   |
| 1                            | Pogonomys championi                                | Flannery, 1988 | Папуа Нова Гвінея (ендемік): Нова Гвінея | уразливий                    | -                            |               |   |
| 2                            | Pogonomys fergussoniensis                          | Laurie, 1952 | Папуа Нова Гвінея (ендемік): острови д'Антркасто | -                            | -                            |               |   |
| 3                            | Pogonomys loriae                                   | Thomas, 1897 | Нова Гвінея (ендемік) | низький ризик                | -                            |               |   |
| 4                            | Pogonomys macrourus                                | Milne-Edwards, 1877 | Нова Гвінея, Япен, Нова Британія (ендемік) | низький ризик                | -                            |               |   |
| 5                            | Pogonomys sylvestris                               | Thomas, 1920 | Нова Гвінея (ендемік) | низький ризик                | -                            |               |   |
| Рід Praomys                  |                                                    | | |                              |                              |               |   |
| 1                            | Praomys coetzeei                                   | Van der Straeten, 2008 | північно-західна Ангола | -                            | -                            |               |   |
| 2                            | Praomys daltoni                                    | Thomas, 1892 | Гамбія, Сенегал, Гвінея, Гвінея-Бісау, Сьєрра-Леоне, північний Кот-д'Івуар, Малі, Буркіна-Фасо, південний Нігер, Гана, Того, Бенін, Нігерія, північний Камерун, південний Чад, ЦАР, захід Південного Судану | низький ризик                | -                            |               |   |
| 3                            | Praomys degraaffi                                  | Van der Straeten and Kerbis Peterhans, 1999 | Бурунді, Руанда, Уганда | на межі вимирання            | -                            |               |   |
| 4                            | Praomys delectorum                                 | Thomas, 1910 | північно-східна Замбія, північне Малаві, Танзанія, південно-східна Кенія | низький ризик                | -                            |               |   |
| 5                            | Praomys derooi                                     | Van der Straeten and Verheyen, 1978 | східна та південна Гана, Того, Бенін, західна Нігерія | низький ризик                | -                            |               |   |
| 6                            | Praomys hartwigi                                   | Eisentraut, 1968 | західний Камерун (ендемік) | під загрозою                 | -                            |               |   |
| 7                            | Praomys jacksoni                                   | de Winton, 1897 | центральна Нігерія, Камерун, ЦАР, Південний Судан, ДР Конго (крім заходу), північно-східна Ангола, Уганда, Руанда, Бурунді, Кенія, західна Танзанія, північно-східна Замбія | -                            | -                            |               |   |
| 8                            | Praomys lukolelae                                  | Hatt, 1934 | ДР Конго (ендемік): Східна провінція | на межі вимирання            | -                            |               |   |
| 9                            | Praomys minor                                      | Hatt, 1934 | ДР Конго (ендемік): Екваторіальна провінція | уразливий                    | -                            |               |   |
| 10                           | Praomys misonnei                                   | Van der Straeten and Dieterlen, 1987 | північ та схід ДР Конго | низький ризик                | -                            |               |   |
| 11                           | Praomys morio                                      | Trouessart, 1881 | західний Камерун, острів Біоко (ендемік) | уразливий                    | -                            |               |   |
| 12                           | Praomys mutoni                                     | Van der Straeten and Dudu, 1990 | ДР Конго (ендемік): Східна провінція | низький ризик                | -                            |               |   |
| 13                           | Praomys obscurus                                   | Hutterer and Dieterlen, 1992 | північно-східна Нігерія (ендемік) | під загрозою                 | -                            |               |   |
| 14                           | Praomys petteri                                    | Van der Straeten, Lecompte, and Denys, 2003 | південний Камерун, південь ЦАР, південь Республіки Конго | -                            | -                            |               |   |
| 15                           | Praomys rostratus                                  | Miller, 1900 | Ліберія, центральна та східна Гвінея, Кот-д'Івуар (ендемік) | низький ризик                | -                            |               |   |
| 16                           | Praomys tullbergi                                  | Thomas, 1894 | Сенегал, Гамбія, Гвінея, Гвінея-Бісау, Сьєрра-Леоне, Ліберія, південна Малі, Кот-д'Івуар, Гана, Того, Бенін, Буркіна-Фасо, Нігерія, Камерун, острів Біоко, ЦАР, північ та схід ДР Конго, північно-західна Ангола, північно-західна Кенія | низький ризик                | -                            |               |   |
| 17                           | Praomys verschureni                                | Verheyen and Van der Straeten, 1977 | ДР Конго (ендемік): Східна провінція | на межі вимирання            | -                            |               |   |
| Рід Protochromys             |                                                    | | |                              |                              |               |   |
| 1                            | Protochromys fellowsi                              | Hinton, 1943 | Папуа Нова Гвінея (ендемік): Нова Гвінея | уразливий                    | -                            |               |   |
| Рід Pseudohydromys           |                                                    | | |                              |                              |               |   |
| 1                            | Pseudohydromys berniceae                           | Helgen & Helgen, 2009 | Папуа Нова Гвінея (ендемік): Нова Гвінея | LC                           | -                            |               |   |
| 2                            | Pseudohydromys carlae                              | Helgen & Helgen, 2009 | Папуа Нова Гвінея (ендемік): Нова Гвінея | DD                           | -                            |               |   |
| 3                            | Pseudohydromys eleanorae                           | Helgen & Helgen, 2009 | Папуа Нова Гвінея (ендемік): Нова Гвінея | -                            | -                            |               |   |
| 4                            | Pseudohydromys ellermani                           | Laurie and Hill, 1954 | Нова Гвінея (ендемік) | уразливий                    | -                            |               |   |
| 5                            | Pseudohydromys fuscus                              | Laurie, 1952 | Папуа Нова Гвінея (ендемік): Нова Гвінея | уразливий                    | -                            |               |   |
| 6                            | Pseudohydromys germani                             | (Helgen, 2005) | Папуа Нова Гвінея (ендемік): Нова Гвінея | DD                           | -                            |               |   |
| 7                            | Pseudohydromys murinus                             | Rümmler, 1934 | Папуа Нова Гвінея (ендемік): Нова Гвінея | критично під загрозою        | -                            |               |   |
| 8                            | Pseudohydromys occidentalis                        | Tate, 1951 | Індонезія (ендемік): Нова Гвінея | уразливий                    | -                            |               |   |
| 9                            | Pseudohydromys patriciae                           | Helgen & Helgen, 2009 | Папуа Нова Гвінея (ендемік): Нова Гвінея | -                            | -                            |               |   |
| 10                           | Pseudohydromys pumehanae                           | Helgen & Helgen, 2009 | Папуа Нова Гвінея (ендемік): Нова Гвінея | -                            | -                            |               |   |
| 11                           | Pseudohydromys sandrae                             | Helgen & Helgen, 2009 | Папуа Нова Гвінея (ендемік): Нова Гвінея | -                            | -                            |               |   |
| Рід Pseudomys                |                                                    | | |                              |                              |               |   |
| 1                            | Pseudomys albocinereus                             | Gould, 1845 | Австралія (ендемік): південний захід Західної Австралії | низький ризик                | -                            |               |   |
| 2                            | Pseudomys apodemoides                              | Finlayson, 1932 | Австралія (ендемік): південний схід Південної Австралії, західна Вікторія | низький ризик                | -                            |               |   |
| 3                            | Pseudomys auritus                                  | O. Thomas, 1910 | Австралія (ендемік): Південна Австралія | вимер                        | -                            |               |   |
| 4                            | Pseudomys australis                                | Gray, 1832 | Австралія (ендемік): Новий Південний Уельс, південний Квінсленд, Південна Австралія, південь Північної Території, західна Вікторія | уразливий                    |                              |               |   |
| 5                            | Pseudomys bolami                                   | Troughton, 1932 | Австралія (ендемік): південь Південної Австралії, південь Західної Австралії, західна Вікторія | низький ризик                | -                            |               |   |
| 6                            | Pseudomys calabyi                                  | Kitchener and Humphreys, 1987 | Австралія (ендемік): північ Північної Території | -                            | -                            |               |   |
| 7                            | Pseudomys chapmani                                 | Kitchener, 1980 | Австралія (ендемік): північний захід Західної Австралії | низький ризик                | -                            |               |   |
| 8                            | Pseudomys delicatulus                              | Gould, 1842 | північна Австралія, південний центр Папуа Нової Гвінеї (ендемік) | низький ризик                |                              |               |   |
| 9                            | Pseudomys desertor                                 | Troughton, 1932 | Австралія (ендемік) | низький ризик                |                              |               |   |
| 10                           | Pseudomys fumeus                                   | Brazenor, 1934 | Австралія (ендемік): схід Нового Південного Уельсу, Вікторія | уразливий                    | -                            |               |   |
| 11                           | Pseudomys glaucus                                  | Thomas, 1910 | Австралія (ендемік): Новий Південний Уельс, південний Квінсленд | критично під загрозою        | -                            |               |   |
| 12                           | Pseudomys gouldii                                  | Waterhouse, 1839 | Австралія (ендемік): Новий Південний Уельс, схід Південної Австралії | вимерлий                     |                              |               |   |
| 13                           | Pseudomys gracilicaudatus                          | Gould, 1845 | Австралія (ендемік): північний Квінсленд, Новий Південний Уельс, південна Вікторія | низький ризик                |                              |               |   |
| 14                           | Pseudomys hermannsburgensis                        | Waite, 1896 | Австралія (ендемік): Західна Австралія, Південна Австралія, Північна Територія, західний Квінсленд, захід Нового Південного Уельсу, північно-західна Вікторія | низький ризик                | -                            |               |   |
| 15                           | Pseudomys higginsi                                 | Trouessart, 1897 | Австралія (ендемік): Тасманія, Вікторія, схід Нового Південного Уельсу | низький ризик                | -                            |               |   |
| 16                           | Pseudomys johnsoni                                 | Kitchener, 1985 | Австралія (ендемік): центр Північної Території, північно-західний Квінсленд | низький ризик                | -                            |               |   |
| 17                           | Pseudomys mimulus                                  | O. Thomas, 1926 | Північна територія, Австралія | -                            | -                            |               |   |
| 18                           | Pseudomys nanus                                    | Gould, 1858 | Австралія (ендемік): захід та північ Західної Австралії, північ Північної Території, північно-західний Квінсленд | низький ризик                | -                            |               |   |
| 19                           | Pseudomys novaehollandiae                          | Waterhouse, 1842 | Австралія (ендемік): схід Нового Південного Уельсу, південна Вікторія, північна Тасманія | низький ризик                |                              |               |   |
| 20                           | Pseudomys occidentalis                             | Tate, 1951 | Австралія (ендемік): південний захід Західної Австралії, південь Південної Австралії, острів Кенгуру | під загрозою                 |                              |               |   |
| 21                           | Pseudomys oralis                                   | Thomas, 1921 | Австралія (ендемік): північний схід Нового Південного Уельсу, південно-східний Квінсленд, східна Вікторія | під загрозою                 |                              |               |   |
| 22                           | Pseudomys patrius                                  | Thomas and Dollman, 1909 | Австралія (ендемік): північно-східний Квінсленд | уразливий                    | -                            |               |   |
| 23                           | Pseudomys pilligaensis                             | Fox and Briscoe, 1980 | Австралія (ендемік): північ Нового Південного Уельсу | уразливий                    | -                            |               |   |
| 24                           | Pseudomys shortridgei                              | Thomas, 1906 | Австралія (ендемік): південь Західної Австралії, південно-західна Вікторія, Південна Австралія | низький ризик                | -                            |               |   |
| Рід Rattus (Пацюк)           |                                                    | | |                              |                              |               |   |
| 1                            | Rattus adustus                                     | Sody, 1940 | Індонезія (ендемік): Енггано | уразливий                    | -                            |               |   |
| 2                            | Rattus andamanensis                                | Blyth, 1860 | південний Китай, В'єтнам, Лаос, Камбоджа, Таїланд, М'янма, північно-східна Індія, Бутан, східний Непал, Бангладеш, Андаманські острови, Нікобарські острови | уразливий                    | -                            |               |   |
| 4                            | Rattus arfakiensis                                 | Rümmler, 1935 | Індонезія (ендемік): Нова Гвінея | -                            | -                            |               |   |
| 5                            | Rattus argentiventer                               | Robinson and Kloss, 1916 | Індокитай, Малайзія, Зондські острови, Філіппіни, Нова Гвінея | низький ризик                | -                            |               |   |
| 6                            | Rattus arrogans                                    | Thomas, 1922 | Нова Гвінея (ендемік) | -                            | -                            |               |   |
| 7                            | Rattus baluensis                                   | Thomas, 1894 | Малайзія (ендемік): Калімантан | під загрозою                 |                              |               |   |
| 8                            | Rattus blangorum                                   | Miller, 1942 | Індонезія (ендемік): північна Суматра | -                            | -                            |               |   |
| 9                            | Rattus bontanus                                    | Thomas, 1921 | Індонезія (ендемік): південно-західне Сулавесі | уразливий                    | -                            |               |   |
| 10                           | Rattus burrus                                      | Miller, 1902 | Нікобарські острови (ендемік) | уразливий                    | -                            |               |   |
| 11                           | Rattus colletti                                    | Thomas, 1904 | Австралія (ендемік): північ Північної Території | низький ризик                | -                            |               |   |
| 11                           | Rattus detentus                                    | Timm, Weijola, Aplin, Flannery & Pine, 2016 | Папуа Нова Гвінея — острови Манус і, можливо, Лос-Негрос | DD                           | -                            |               |   |
| 12                           | Rattus elaphinus                                   | Sody, 1941 | Індонезія (ендемік): острови Сула | уразливий                    | -                            |               |   |
| 13                           | Rattus enganus                                     | Miller, 1906 | Індонезія (ендемік): Енггано | критично під загрозою        | -                            |               |   |
| 14                           | Rattus everetti                                    | Günther, 1879 | Філіппіни (ендемік): | низький ризик                | -                            |               |   |
| 15                           | Rattus exulans                                     | Peale, 1848 | східний Бангладеш, південна та центральна М'янма, Таїланд, Лаос, Камбоджа, південний та центральний В'єтнам, Парацельські острови, східний Тайвань, острови Міяко, Малайзія, Індонезія, Філіппіни, Нова Гвінея, острів Різдва, Меланезія, Мікронезія, Нова Зеландія, Полінезія, Гавайські острови, острів Пасхи | низький ризик                |                              |               |   |
| 16                           | Rattus facetus                                     | G. S. Miller & Hollister, 1921 | Індонезія (ендемік): Центральне Сулавесі, Сулавесі | -                            | -                            |               |   |
| 16                           | Rattus feliceus                                    | Thomas, 1920 | Індонезія (ендемік): Серам | уразливий                    | -                            |               |   |
| 17                           | Rattus fuscipes                                    | Waterhouse, 1839 | Австралія (ендемік): південне та східне узбережжя від південного-заходу Західної Австралії до Квінсленда | низький ризик                |                              |               |   |
| 18                           | Rattus giluwensis                                  | Hill, 1960 | Папуа Нова Гвінея (ендемік): Нова Гвінея | низький ризик                | -                            |               |   |
| 19                           | Rattus hainaldi                                    | Kitchener, How, and Maharadatunkamsi, 1991 | Індонезія (ендемік): Флорес | низький ризик                | -                            |               |   |
| 19                           | Rattus halmaheraensis                              | P.-H. Fabre, Miguez, Holden, Fitriana, Semiadi, Musser, & K. M. Helgen, 2023                                                                                     | Індонезія (ендемік): о. Халмахера | -                            | -                            |               |   |
| 20                           | Rattus hoffmanni                                   | Matschie, 1901 | Індонезія (ендемік): південно-західне Сулавесі, Маленге | низький ризик                | -                            |               |   |
| 21                           | Rattus hoogerwerfi                                 | Chasen, 1939 | Індонезія (ендемік): Суматра | уразливий                    | -                            |               |   |
| 22                           | Rattus jobiensis                                   | Rümmler, 1935 | Індонезія (ендемік): острови Япен, Біак, Ові, Супіорі | низький ризик                | -                            |               |   |
| 23                           | Rattus koopmani                                    | Musser and Holden, 1991 | Індонезія (ендемік): Пеленг | низький ризик                | -                            |               |   |
| 24                           | Rattus korinchi                                    | Robinson and Kloss, 1916 | Індонезія (ендемік): західна Суматра | низький ризик                | -                            |               |   |
| 25                           | Rattus leucopus                                    | Gray, 1867 | Австралія (Квінсленд), Папуа Нова Гвінея (схід Нової Гвінеї), Індонезія (Ару) | низький ризик                | -                            |               |   |
| 26                           | Rattus losea                                       | Swinhoe, 1870 | Тайвань, Пескадорські острови, В'єтнам, Лаос, Таїланд, Камбоджа | низький ризик                | -                            |               |   |
| 27                           | Rattus lugens                                      | Miller, 1903 | Індонезія (ендемік): Ментавай | низький ризик                | -                            |               |   |
| 28                           | Rattus lutreolus                                   | J. E. Gray, 1841 | Австралія (ендемік): Тасманія, острів Кенгуру, узбережжя від півдня Південної Австралії до півночі Квінсленда | низький ризик                |                              |               |   |
| 29                           | Rattus macleari                                    | Thomas, 1887 | Австралія (ендемік): острів Різдва | вимерлий                     |                              |               |   |
| 30                           | Rattus marmosurus                                  | Thomas, 1921 | Індонезія (ендемік): Сулавесі | низький ризик                | -                            |               |   |
| 31                           | Rattus mindorensis                                 | Thomas, 1898 | Філіппіни (ендемік): Міндоро | уразливий                    | -                            |               |   |
| 32                           | Rattus mollicomulus                                | Tate and Archbold, 1935 | Індонезія (ендемік): Сулавесі | уразливий                    | -                            |               |   |
| 33                           | Rattus montanus                                    | Phillips, 1932 | Шрі-Ланка (ендемік) | критично під загрозою        | -                            |               |   |
| 34                           | Rattus mordax                                      | Thomas, 1904 | Папуа Нова Гвінея (ендемік): Нова Гвінея, острови д'Антркасто, Луїзіада, Тробріан, Сідея | низький ризик                | -                            |               |   |
| 35                           | Rattus morotaiensis                                | Kellogg, 1945 | Індонезія (ендемік): Хальмахера, Моротай, Бакан | низький ризик                | -                            |               |   |
| 36                           | Rattus nativitatis                                 | Thomas, 1888 | Австралія (ендемік): острів Різдва | вимерлий                     | -                            |               |   |
| 37                           | Rattus nikenii                                     | Maryanto, Sinaga, Achmadi & Maharadatunkamsi, 2010 | Індонезія — острова Ґаґ, Молуккські острови | -                            | -                            |               |   |
| 37                           | Rattus niobe                                       | Thomas, 1906 | Папуа Нова Гвінея (ендемік): Нова Гвінея | уразливий                    | -                            |               |   |
| 38                           | Rattus nitidus                                     | Hodgson, 1845 | південний Китай, В'єтнам, Лаос, М'янма, північний Таїланд, Бангладеш, Непал, Бутан, північна Індія, центральне Сулавесі, Лусон, Серам, Палау, Індонезія (Нова Гвінея) | низький ризик                | -                            |               |   |
| 39                           | Rattus norvegicus (Пацюк сірий)                    | Berkenhout, 1769 | батьківщина — південно-східний Сибір, північний Китай, Японія (крім Хоккайдо); поширився по високим широтам всього світі, супроводжуючи людину | низький ризик                |                              |               |   |
| 40                           | Rattus novaeguineae                                | Taylor and Calaby, 1982 | Папуа Нова Гвінея (ендемік): Нова Гвінея | низький ризик                | -                            |               |   |
| 40                           | Rattus ombirah                                     | P.-H. Fabre, Portela Miguez, Holden, Fitriana, Semiadi, Musser, & K. M. Helgen, 2024                                                                             | Індонезія — південний захід острова Обі | -                            | -                            |               |   |
| 41                           | Rattus omichlodes                                  | Misonne, 1979 | Індонезія (ендемік): Нова Гвінея | -                            | -                            |               |   |
| 42                           | Rattus osgoodi                                     | Musser and Newcomb, 1985 | південний В'єтнам (ендемік) | низький ризик                | -                            |               |   |
| 43                           | Rattus palmarum                                    | Zelebor, 1869 | Нікобарські острови (ендемік) | уразливий                    | -                            |               |   |
| 44                           | Rattus pelurus                                     | Sody, 1941 | Індонезія (ендемік): Пеленг | уразливий                    | -                            |               |   |
| 45                           | Rattus pococki                                     | Ellerman, 1941 | Індонезія (ендемік): Нова Гвінея | -                            | -                            |               |   |
| 46                           | Rattus praetor                                     | Thomas, 1888 | Нова Гвінея, Манус, Бугенвіль, Гуадалканал, архіпелаг Бісмарка, Салаваті, Гебе, Тікопіа, Ніссан | низький ризик                | -                            |               |   |
| 47                           | Rattus pyctoris                                    | Hodgson, 1845 | південно-східний Казахстан, Киргизстан, східний Узбекистан, Таджикистан, центрально-східний Іран, північний Афганістан, північний Пакистан, північна Індія, Непал, Бутан, південний Китай | низький ризик                | -                            |               |   |
| 48                           | Rattus ranjiniae                                   | Agrawal and Ghosal, 1969 | Індія (ендемік): Керала | уразливий                    | -                            |               |   |
| 49                           | Rattus rattus (Пацюк чорний)                       | Linnaeus, 1758 | батьківщина — південна Індія; поширився по низьким широтам всього світу, супроводжуючи людину | низький ризик                |                              |               |   |
| 50                           | Rattus richardsoni                                 | Tate, 1949 | Індонезія (ендемік): Нова Гвінея | низький ризик                | -                            |               |   |
| 50                           | Rattus sakeratensis                                | Gyldenstolpe, 1917 | Таїланд і Лаос | -                            | -                            |               |   |
| 51                           | Rattus salocco                                     | Tate and Archbold, 1935 | Індонезія (ендемік): південно-східне Сулавесі | -                            | -                            |               |   |
| 52                           | Rattus sanila                                      | Flannery and White, 1991 | Нова Ірландія (ендемік) | -                            | -                            |               |   |
| 53                           | Rattus satarae                                     | Hinton, 1918 | південно-західна Індія (ендемік) | -                            | -                            |               |   |
| 54                           | Rattus simalurensis                                | Miller, 1903 | Індонезія (ендемік): Сімалур, Сіумат, Ласія, Бабі | низький ризик                | -                            |               |   |
| 55                           | Rattus sordidus                                    | Gould, 1857 | Австралія (східне узбережжя), Нова Гвінея | низький ризик                | -                            |               |   |
| 56                           | Rattus steini                                      | Rümmler, 1935 | Нова Гвінея (ендемік) | низький ризик                | -                            |               |   |
| 57                           | Rattus stoicus                                     | Miller, 1902 | Андаманські острови (ендемік) | уразливий                    | -                            |               |   |
| 57                           | Rattus taliabuensis                                | P.-H. Fabre, Miguez, Holden, Fitriana, Semiadi, Musser, & K. M. Helgen, 2023                                                                                     | Індонезія — острови Сула, острів Таліабу | -                            | -                            |               |   |
| 58                           | Rattus tanezumi                                    | Temminck, 1844 | східний Афганістан, північний Пакистан, північна та північно-східна Індія, центральний та південний Непал, Бутан, північний Бангладеш, південний та центральний Китай, Корея, Індокитай, південна М'янма, острови М'єй, Нікобарські острови, Тайвань, Японія, Малайзія, Зондські острови, Філіппіни, Молуккські острови, захід Нової Гвінеї, Мікронезія, Фіджі                                                                                            | низький ризик                | -                            |               |   |
| 59                           | Rattus tawitawiensis                               | Musser and Heaney, 1985 | Індонезія (ендемік): Сулу, Тавітаві | уразливий                    | -                            |               |   |
| 60                           | Rattus timorensis                                  | Kitchener, Aplin, and Boeadi, 1991 | Тимор (ендемік) | -                            | -                            |               |   |
| 61                           | Rattus tiomanicus                                  | Miller, 1900 | південний Таїланд, Малайзія, Суматра, Ява, Балі, Калімантан, Палаван | низький ризик                | -                            |               |   |
| 62                           | Rattus tunneyi                                     | Thomas, 1904 | Австралія (ендемік): північний схід та південний захід Західної Австралії, Північна Територія, східний Квінсленд, північний схід Нового Південного Уельсу, Південна Австралія, острів Кенгуру | низький ризик                | -                            |               |   |
| 63                           | Rattus vandeuseni                                  | Taylor and Calaby, 1982 | Папуа Нова Гвінея (ендемік): Нова Гвінея | під загрозою                 | -                            |               |   |
| 64                           | Rattus verecundus                                  | Thomas, 1904 | Нова Гвінея (ендемік) | низький ризик                | -                            |               |   |
| 65                           | Rattus villosissimus                               | Waite, 1898 | Австралія (ендемік): північний захід Західної Австралії, Північна Територія, Квінсленд, північ Південної Австралії, північ Нового Південного Уельсу | низький ризик                | -                            |               |   |
| 66                           | Rattus xanthurus                                   | Gray, 1867 | Індонезія (ендемік): північно-східне Сулавесі | низький ризик                | -                            |               |   |
| Рід Rhabdomys                |                                                    | | |                              |                              |               |   |
| 1                            | Rhabdomys bechuanae                                | (O. Thomas, 1893) | Ангола, Намібія, Ботсвана, ПАР | -                            | -                            |               |   |
| 2                            | Rhabdomys chakae                                   | (Wroughton, 1905) | ПАР, Есватіні, Лесото | -                            | -                            |               |   |
| 3                            | Rhabdomys dilectus                                 | De Winton, 1897 | схід ПАР, Свазіленд, східне Зімбабве, центрально-західний Мозамбік, Малаві, Замбія, південний схід ДР Конго, Танзанія, Кенія, східна Уганда, південна та центральна Ангола | -                            | -                            |               |   |
| 4                            | Rhabdomys intermedius                              | (Wroughton, 1905) | ПАР | -                            | -                            |               |   |
| 5                            | Rhabdomys pumilio                                  | Sparrman, 1784 | захід ПАР, Намібія, південна та центральна Ботсвана, південно-західна Ангола | -                            |                              |               |   |
| Рід Rhagamys                 |                                                    | | |                              |                              |               |   |
| 1                            | Rhagamys orthodon                                  | Hensel, 1856 | Корсика, Сардинія (ендемік) | вимерлий                     | -                            |               |   |
| Рід Rhynchomys               |                                                    | | |                              |                              |               |   |
| 1                            | Rhynchomys banahao                                 | Balete, Rickart, Rosell-Ambal, Jansa & Heaney, 2007 | Філіппіни (ендемік): Лусон | низький ризик                | -                            |               |   |
| 2                            | Rhynchomys isarogensis                             | Musser and Freeman, 1981 | Філіппіни (ендемік): Лусон | уразливий                    | -                            |               |   |
| 3                            | Rhynchomys labo                                    | Rickart et al., 2019 | Філіппіни (ендемік): Лусон | -                            | -                            |               |   |
| 4                            | Rhynchomys mingan                                  | Rickart et al., 2019 | Філіппіни (ендемік): Лусон | -                            | -                            |               |   |
| 5                            | Rhynchomys soricoides                              | Thomas, 1895 | Філіппіни (ендемік): Лусон | низький ризик                | Нижня тварина на зображенні  |               |   |
| 6                            | Rhynchomys tapulao                                 | Balete, Rickart, Rosell-Ambal, Jansa & Heaney, 2007 | Філіппіни (ендемік): Лусон | DD                           | -                            |               |   |
| Рід Solomys                  |                                                    | | |                              |                              |               |   |
| 1                            | Solomys ponceleti                                  | Troughton, 1935 | Соломонові Острови (ендемік): Бугенвіль, Шуазель, Бука | під загрозою                 | -                            |               |   |
| 2                            | Solomys salamonis                                  | Ramsay, 1883 | Соломонові Острови (ендемік): Флорида | уразливий                    | -                            |               |   |
| 3                            | Solomys salebrosus                                 | Troughton, 1936 | Соломонові Острови (ендемік): Бугенвіль, Шуазель, Бука | низький ризик                | -                            |               |   |
| 4                            | Solomys sapientis                                  | Thomas, 1902 | Соломонові Острови (ендемік): Санта-Ісабель | уразливий                    | -                            |               |   |
| 5                            | Solomys spriggsarum                                | Musser and Freeman, 1981 | Соломонові Острови (ендемік): Бука | -                            | -                            |               |   |
| Рід Sommeromys               |                                                    | | |                              |                              |               |   |
| 1                            | Sommeromys macrorhinos                             | Musser and Durden, 2002 | Індонезія (ендемік): центральне Сулавесі | -                            | -                            |               |   |
| Рід Spelaeomys               |                                                    | | |                              |                              |               |   |
| 1                            | Spelaeomys florensis                               | Hooijer, 1957 | Індонезія (ендемік): Флорес | вимерлий                     | -                            |               |   |
| Рід Srilankamys              |                                                    | | |                              |                              |               |   |
| 1                            | Srilankamys ohiensis                               | Phillips, 1929 | Шрі-Ланка (ендемік) | низький ризик                | -                            |               |   |
| Рід Stenocephalemys          |                                                    | | |                              |                              |               |   |
| 1                            | Stenocephalemys albipes                            | Rüppell, 1842 | Ефіопія (ендемік) | низький ризик                | -                            |               |   |
| 2                            | Stenocephalemys albocaudata                        | Frick, 1914 | східна Ефіопія (ендемік) | низький ризик                | -                            |               |   |
| 3                            | Stenocephalemys griseicauda                        | F. Petter, 1972 | Ефіопія (ендемік) | низький ризик                | -                            |               |   |
| 4                            | Stenocephalemys ruppi                              | Van der Straeten and Dieterlen, 1983 | південно-західна Ефіопія | уразливий                    | -                            |               |   |
| 5                            | Stenocephalemys sokolovi                           | Lavrenchenko & Bryja in Mizerovská, Mikula, Meheretu, Bartáková, Bryjová, Kostin, Šumbera, Lavrenchenko, & Bryja, 2020                                           | Ефіопія | -                            | -                            |               |   |
| 6                            | Stenocephalemys zimai                              | Lavrenchenko & Bryja in Mizerovská, Mikula, Meheretu, Bartáková, Bryjová, Kostin, Šumbera, Lavrenchenko, & Bryja, 2020                                           | Ефіопія | -                            | -                            |               |   |
| Рід Stochomys                |                                                    | | |                              |                              |               |   |
| 1                            | Stochomys longicaudatus                            | Tullberg, 1893 | Того, Бенін, південна Нігерія, Камерун, ЦАР, Габон, Республіка Конго, Екваторіальна Гвінея, ДР Конго | низький ризик                | -                            |               |   |
| Рід Sundamys                 |                                                    | | |                              |                              |               |   |
| 1                            | Sundamys annandalei                                | (Bonhote, 1903) | материкова Малайзія, Сінгапур, східна Суматра, Паданг, Рупат | низький ризик                | -                            |               |   |
| 2                            | Sundamys infraluteus                               | Thomas, 1888 | північний Калімантан, західна Суматра | низький ризик                | -                            |               |   |
| 3                            | Sundamys maxi                                      | Sody, 1932 | західна Ява (ендемік) | під загрозою                 | -                            |               |   |
| 4                            | Sundamys muelleri                                  | Jentink, 1879 | південна М'янма, південний Таїланд, Малайзія, Суматра, Калімантан, Палаван | низький ризик                | -                            |               |   |
| Рід Taeromys                 |                                                    | | |                              |                              |               |   |
| 1                            | Taeromys arcuatus                                  | Tate and Archbold, 1935 | Індонезія (ендемік): південно-східне Сулавесі | уразливий                    | -                            |               |   |
| 2                            | Taeromys callitrichus                              | Jentink, 1879 | Індонезія (ендемік): північно-східне Сулавесі | низький ризик                | -                            |               |   |
| 3                            | Taeromys celebensis                                | Gray, 1867 | Індонезія (ендемік): Сулавесі | низький ризик                | -                            |               |   |
| 4                            | Taeromys hamatus                                   | Miller and Hollister, 1921 | Індонезія (ендемік): Сулавесі | уразливий                    | -                            |               |   |
| 5                            | Taeromys microbullatus                             | Tate and Archbold, 1935 | Індонезія (ендемік): південно-східне Сулавесі | -                            | -                            |               |   |
| 6                            | Taeromys punicans                                  | Miller and Hollister, 1921 | Індонезія (ендемік): південно-західне та центральне Сулавесі | -                            | -                            |               |   |
| 7                            | Taeromys taerae                                    | Sody, 1932 | Індонезія (ендемік): північно-східне Сулавесі | низький ризик                | -                            |               |   |
| Рід Tarsomys                 |                                                    | | |                              |                              |               |   |
| 1                            | Tarsomys apoensis                                  | Mearns, 1905 | Філіппіни (ендемік): Мінданао | низький ризик                | -                            |               |   |
| 2                            | Tarsomys echinatus                                 | Musser and Heaney, 1992 | Філіппіни (ендемік): Мінданао | уразливий                    | -                            |               |   |
| 3                            | Tarsomys orientalis                                | Rickart, Rowsey, Ibañez, Quidlat, Balete, & Heaney, 2024 | Філіппіни (ендемік): Мінданао | -                            | -                            |               |   |
| Рід Tateomys                 |                                                    | | |                              |                              |               |   |
| 1                            | Tateomys macrocercus                               | Musser, 1982 | Індонезія (ендемік): центральне Сулавесі | уразливий                    | -                            |               |   |
| 2                            | Tateomys rhinogradoides                            | Mearns, 1969 | Індонезія (ендемік): центральне Сулавесі | уразливий                    | -                            |               |   |
| Рід Thallomys                |                                                    | | |                              |                              |               |   |
| 1                            | Thallomys loringi                                  | Heller, 1909 | східна Кенія, північна та східна Танзанія (ендемік) | низький ризик                | -                            |               |   |
| 2                            | Thallomys nigricauda                               | Thomas, 1882 | західна та південна Ангола, Намібія, північ ПАР, Зімбабве, Ботсвана, південно-східна Замбія | низький ризик                | -                            |               |   |
| 3                            | Thallomys paedulcus                                | Sundevall, 1846 | північний схід ПАР, Свазіленд, Ботсвана, Зімбабве, Мозамбік, південна Замбія, Малаві, Танзанія, Кенія, південна Ефіопія, південне Сомалі | низький ризик                |                              |               |   |
| 4                            | Thallomys shortridgei                              | Thomas and Hinton, 1923 | захід ПАР (ендемік) | низький ризик                | -                            |               |   |
| Рід Thamnomys                |                                                    | | |                              |                              |               |   |
| 1                            | Thamnomys kempi                                    | Dollman, 1911 | схід ДР Конго, південно-західна Уганда, західна Руанда, Бурунді | низький ризик                | -                            |               |   |
| 2                            | Thamnomys major                                    | Hatt, 1934 | схід ДР Конго (ендемік) | -                            | -                            |               |   |
| 3                            | Thamnomys schoutedeni                              | Hatt, 1934 | ДР Конго (ендемік) | -                            | -                            |               |   |
| 4                            | Thamnomys venustus                                 | Thomas, 1907 | північний схід ДР Конго, західна Уганда (ендемік) | низький ризик                | -                            |               |   |
| Рід Tokudaia                 |                                                    | | |                              |                              |               |   |
| 1                            | Tokudaia muenninki                                 | Johnson, 1946 | Японія (ендемік): Окінава | критично під загрозою        | -                            |               |   |
| 2                            | Tokudaia osimensis                                 | Abe, 1933 | Японія (ендемік): Амамі | під загрозою                 | -                            |               |   |
| 3                            | Tokudaia tokunoshimensis                           | Endo & Tsuchiya , 2006 | Японія (ендемік): о. Токуносіма | під загрозою                 | -                            |               |   |
| Рід Tryphomys                |                                                    | | |                              |                              |               |   |
| 1                            | Tryphomys adustus                                  | Miller, 1910 | Філіппіни (ендемік): Лусон | уразливий                    | -                            |               |   |
| Рід Uromys                   |                                                    | | |                              |                              |               |   |
| 1                            | Uromys siebersi                                    | Thomas, 1923 | Індонезія (ендемік): Серам, Ару, Кай | -                            | -                            |               |   |
| Підрід Cyromys               |                                                    | | |                              |                              |               |   |
| 1                            | Uromys imperator                                   | Thomas, 1888 | Соломонові Острови (ендемік): Гуадалканал | вимерлий                     | -                            |               |   |
| 2                            | Uromys porculus                                    | Thomas, 1904 | Соломонові Острови (ендемік): Гуадалканал | вимерлий                     | -                            |               |   |
| 3                            | Uromys rex                                         | Thomas, 1888 | Соломонові Острови (ендемік): Гуадалканал | критично під загрозою        | -                            |               |   |
| 4                            | Uromys vika                                        | Lavery & Judge, 2017 | Соломонові Острови (ендемік) | критично під загрозою        | -                            |               |   |
| Підрід Uromys                |                                                    | | |                              |                              |               |   |
| 1                            | Uromys anak                                        | Thomas, 1907 | Нова Гвінея (ендемік) | низький ризик                | -                            |               |   |
| 2                            | Uromys boeadii                                     | Thomas, 1888 | Індонезія (ендемік): Біак | -                            | -                            |               |   |
| 3                            | Uromys caudimaculatus                              | Krefft, 1867 | Австралія (північно-східний Квінсленд), Нова Гвінея, острови Ару, Кай, Вайгео, Япен, д'Антркасто | низький ризик                | -                            |               |   |
| 4                            | Uromys emmae                                       | Groves and Flannery, 1994 | Індонезія (ендемік): острови Авай, Біак, Супіорі | -                            | -                            |               |   |
| 5                            | Uromys hadrourus                                   | Winter, 1984 | Австралія (ендемік): північно-східний Квінсленд | низький ризик                | -                            |               |   |
| 6                            | Uromys neobritannicus                              | Tate and Archbold, 1935 | Папуа Нова Гвінея (ендемік): Нова Британія | низький ризик                | -                            |               |   |
| Рід Vandeleuria              |                                                    | | |                              |                              |               |   |
| 1                            | Vandeleuria nilagirica                             | Jerdon, 1867 | південно-західна Індія (ендемік) | -                            | -                            |               |   |
| 2                            | Vandeleuria nolthenii                              | Phillips, 1929 | Шрі-Ланка (ендемік) | уразливий                    | -                            |               |   |
| 3                            | Vandeleuria oleracea                               | Bennett, 1832 | Шрі-Ланка, Індія (крім заходу та півночі), південний Непал, Бангладеш, М'янма, південно-східний Китай, Таїланд, південно-західна Камбоджа, південний В'єтнам, південний Лаос | низький ризик                |                              |               |   |
| Рід Vernaya                  |                                                    | | |                              |                              |               |   |
| 1                            | Vernaya foramena                                   | Wang Youzhi, Hu Jinchu, & Chen Ke, 1980 | південний Китай, північна М'янма | низький ризик                | -                            |               |   |
| 2                            | Vernaya fulva                                      | G. M. Allen, 1927 | південний Китай, північна М'янма | уразливий                    | -                            |               |   |
| 3                            | Vernaya meiguites                                  | Zhao, Liu, Jian, Liu, & Chen, 2023 | Китай | -                            | -                            |               |   |
| 4                            | Vernaya nushanensis                                | Zhao, Liu, Jian, Liu, & Chen, 2023 | Китай (Юньнань) | -                            | -                            |               |   |
| Рід Xenuromys                |                                                    | | |                              |                              |               |   |
| 1                            | Xenuromys barbatus                                 | Milne-Edwards, 1900 | Нова Гвінея (ендемік) | низький ризик                | -                            |               |   |
| Рід Xeromys                  |                                                    | | |                              |                              |               |   |
| 1                            | Xeromys myoides                                    | Thomas, 1889 | Австралія (центральний, південно-східний та південний Квінсленд, Північна Територія, острів Мелвілл), Папуа Нова Гвінея (південь Нової Гвінеї) | уразливий                    |                              |               |   |
| Рід Zelotomys                |                                                    | | |                              |                              |               |   |
| 1                            | Zelotomys hildegardeae                             | Thomas, 1902 | східна Ангола, Замбія, північне Малаві, Танзанія, Кенія, схід ДР Конго, Уганда, Бурунді, Руанда, Південний Судан, ЦАР | низький ризик                | -                            |               |   |
| 2                            | Zelotomys woosnami                                 | Schwann, 1906 | північ ПАР, Ботсвана, східна та північна Намібія | низький ризик                | -                            |               |   |
| Рід Zyzomys                  |                                                    | | |                              |                              |               |   |
| 1                            | Zyzomys argurus                                    | Thomas, 1889 | Австралія (ендемік): північ Західної Австралії, північ Північної Території, північний Квінсленд | низький ризик                | -                            |               |   |
| 2                            | Zyzomys maini                                      | Kitchener, 1989 | Австралія (ендемік): Північна Територія | низький ризик                | -                            |               |   |
| 3                            | Zyzomys palatilis                                  | Kitchener, 1989 | Австралія (ендемік): північ Північної Території | критично під загрозою        | -                            |               |   |
| 4                            | Zyzomys pedunculatus                               | Waite, 1896 | Австралія (ендемік): Північна Територія | критично під загрозою        |                              |               |   |
| 5                            | Zyzomys woodwardi                                  | Thomas, 1909 | Австралія (ендемік): північ Західної Австралії, північ Північної Території | низький ризик                | -                            |               |   |